# خلد الماء
خُلْدُ المَاءِ أو خُلْدُ المَاءِ بَطِّيِّ المِنقَارِ أو الپلَاتِيپُوسُ أو مِنقَارُ البَطَّة أو البُلْطُوس هو ثدييٌّ نصف مائي بيُوض (تضع أُنثاه البيض)، يستوطن تسمانيا والسَّواحل الشرقيَّة من أُستُراليا على مقربةٍ من الأنهار والبُحيرات. تُعتبرُ مناجذ (جمع خُلد) الماء إحدى الأنواع الخمسة الباقية من رُتبة وحيدة المسلك، أمَّا الأُخرى فهي الأنواعُ الأربعة من النضناض (قنافذ النمل). ووحيداتُ المسلك هي الثديَّيات الوحيدة البُيُوضة، أي التي تضعُ بيضًا يفقسُ منه صغارها عوض أن تلدها حيَّة كسائر الثديَّيات. وخُلدُ الماء هو المُمثل الوحيد الباقي من فصيلة بطيَّة المنقار (باللاتينية: Ornithorhynchidae) وجنس خُلدُ الماء (باللاتينية: Ornithorhynchus)، على أنَّ عددًا كبيرًا من الأنواع القريبة منه اكتُشفت بقاياها المُتحجِّرة في سجل المُستحاثات بين طبقات الأرض. أولى العيِّنات من هذه الكائنات، التي وصلت أوروپَّا سنة 1799م، اعتقد العُلماء أنَّها مُزيَّفة، وأنَّ أحدهم جمع بضعة أجزاءٍ من حيواناتٍ مُختلفةٍ وخيَّطها بِبعضها حتَّى ظهرت على هذا الشكل، إلى أن تفحَّصوها عن قُرب فظهر أنها حقيقيَّة.
حيَّرت هذه الكائنات العُلماء الأوروپيين فترةً من الوقت بعد اكتشافها، فكانت - في نظرهم - عبارة عن خليطٍ عجيبٍ من الكائنات: فهي من الثديَّيات لكنها تضع البيض كالطُيُور، ولها منقارٌ كمنقار البط، وذيلٌ كذيل القُندُس، وقوائم مُكففة الأصابع كقوائم القضَّاعات (ثعالب الماء)، فاعتبرها البعض حلقةً بين الثديَّيات والزواحف. مناجذُ الماء من الثديَّيات السَّامَّة القليلة، فالذكر منها يتمتَّع بِمخلبٍ مهمازيٍّ إضافيّ على كُلِّ رجلٍ من رجليه الخلفيتين يتَّصلُ بِغُدَّةٍ سامَّةٍ يُمكنُ أن تتسبب بِألمٍ مُبرحٍ لِأيِّ إنسانٍ يُطعنُ بها. المظهرُ الخارجيّ لِمناجذ الماء يجعلها موضع دراسةٍ بارزٍ ومُهم في ميدان علم الأحياء التطوُّريّ، كما أنَّهُ جعلها رمزًا أيقونيًّا لِأُستراليا؛ فكثيرًا ما تُجسَّد هذه الكائنات بهيئتها الفعليَّة، أو بِهيئةٍ هزليَّة أو كرتونيَّة، في عدَّة مجالات أو ميادين ثقافيَّة أُستراليَّة، ومن ذلك أن نُقشت صورتها على خلفيَّة العشرين سنتًا أُستراليًّا، وجُعلت شعار ولاية نيوساوث ويلز.
كانت مناجذ الماء تُصادُ لِلحُصُول على فرائها الثمين حتَّى أوائل القرن العشرين الميلادي، وكادت أن تنقرض بِسبب الإفراط في صيدها، لكنها تجاوزت ذلك الخطر بِفضل قوانين الحماية في جميع أنحاء موطنها. خضعت هذه الحيوانات لِبرامج إكثارٍ مُكثفةٍ في أُستراليا حتَّى تعافت بعض الشيء، إلَّا أنَّها ما زالت عرضةٍ لِلخطر في موطنها الطبيعي نتيجة التلوُّث المائي الذي طال المجاري والمُسطَّحات المائيَّة التي تقطنها، على أنَّ ذلك الخطر ليس فادحًا. في موسم التكاثُر تحفر الپلاتِيپُوس الأُنثى وجارًا خاصًّا قد يزيدُ طوله على ستَّة أمتار ينتهي بِحُجرة العُش التي تُبطِّنُها بِالعُشب والأوراق. وتضعُ الأُنثى في هذا الوجار من بيضةٍ إلى ثلاثٍ (وغالبًا اثنتين)، والبيضةُ جلديَّة القشرة وافرةُ المُحِّ طولها حوالي 18 ملِّيمترًا. وتحضنُ الأُنثى البيضات بِلفِّ الجسم حولها، ولا تُغادرها حتَّى تفقس في حوالي عشرة أيَّامٍ. وليس لِلأُمُّ جرابٌ كما الكناغر والكُوال وغيرها من الثديَّيات الأُستراليَّة، وهي تُرضعُ صغارها من ثُقوبٍ جلديَّةٍ تُفرزُ الحليب.
تغتذي مناجذ الماء بِالإربيان (جراد البحر) والديدان وصغار السَّمك التي تصطادها في قاع الجداول والبُحيرات. ويستطيع خُلدُ الماء البقاء تحت المياه فترةً قد تبلغ خمس دقائق تتغطَّى فيها عيناه وأُذُناه بِطيَّاتٍ جلديَّةٍ، ويعتمدُ الخُلدُ حينها على النهايات العصبيَّة في خطمه الحسَّاس لِتحديد اتجاه ومكان الفريسة المنشودة. ويحفرُ خُلدُ الماء وكرهُ في ضفَّة الماء على شكل نفقٍ سطحيٍّ مُتعدد الفُتحات غالبًا، وكثيرًا يتخيَّرهُ بين جُذُور شجرةٍ على مقرُبةٍ من مُستوى سطح الماء.

## التصنيف والتأثيل

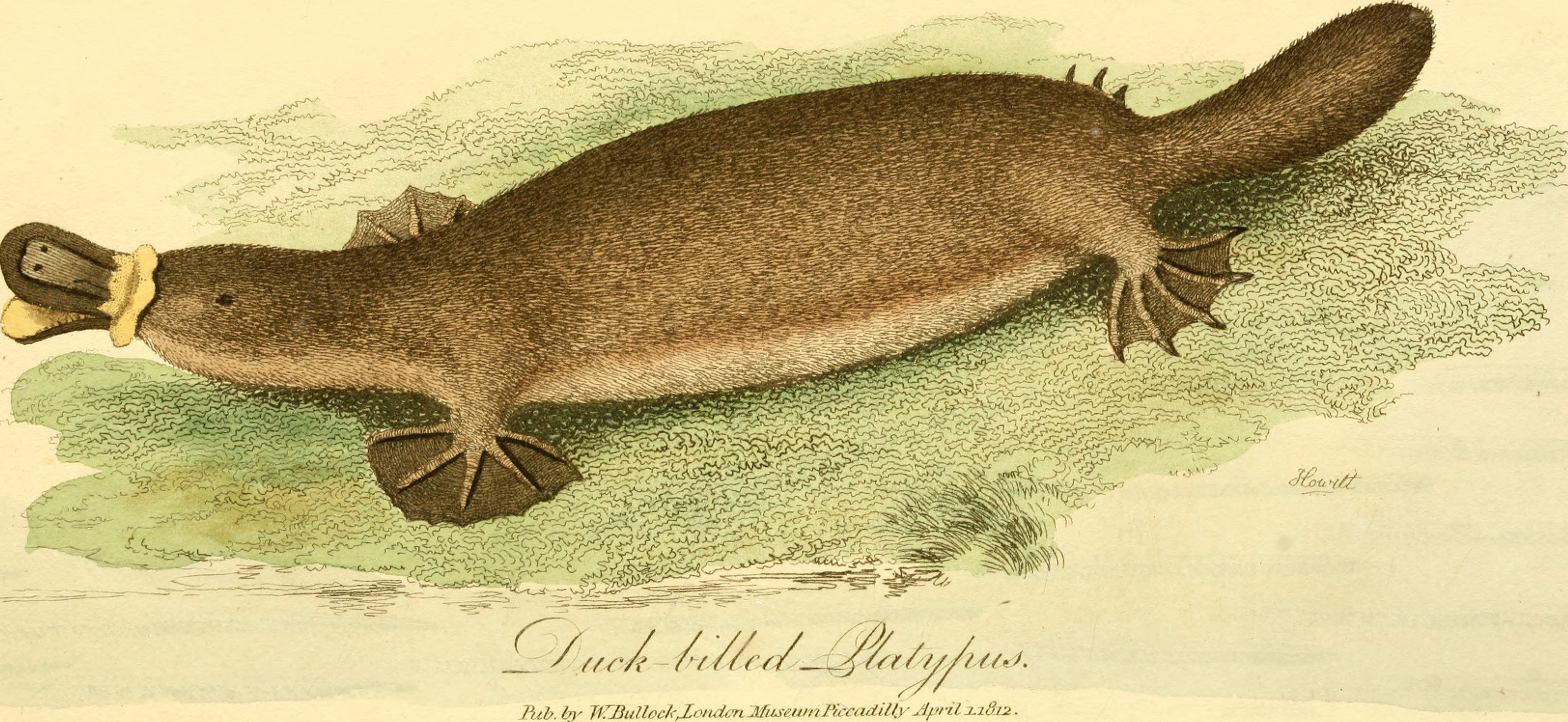
إحدى أوائل الرُسُومات الغربيَّة لِخُلد الماء.

شاهد الأوروپيين خُلد الماء لِأوَّل مرَّة في سنة 1798م، عندما أرسل حاكم نيوساوث ويلز القُبطان جون هنتر فروة إحدى المناجذ إلى بريطانيا مُرفقة بِرسمٍ لِخُلد ماءٍ حيّ. اعتقد العُلماء البريطانيين لِأوَّل وهلة أنَّ الكائن المُصوَّر مُزيَّف، وليس أكثر من مجموعة أعضاء لِعدَّة كائنات خيطت بِبعضها البعض. وُصفت هذه الكائنات وصفًا علميًّا لِأوَّل مرَّة من قِبل العالم جورج شو سنة 1799م، في مُؤلَّفه حامل عنوان «مُنوَّعات الطبيعيَّات» (بالإنگليزيَّة: Naturalist's Miscellany). وفي هذا المُؤلَّف قال شو أنَّه يستحيل على الباحث ألَّا يُشكك بِوُجود هذه الحيوانات في الواقع بِسبب هيئتها وطبيعتها الغريبة، فيما رفض العالم الإسكتلندي روبرت نوكس الاعتراف بِوُجود تلك الكائنات، وقال بِأنَّ العيِّنة التي أُرسلت يُحتمل أنَّها جُمعت على يد مُحنِّط آسيوي خبير فيما يصنع، وأنَّ أحدهم أتى بِجيفة حيوانٍ شبيهٍ بِالقُندس وخيَّط منقار بطَّةٍ إليه. حتَّى أنَّ شو سالف الذِكر قطَّع الفروة المُرسلة من أُستراليا بِواسطة مقص في مُحاولةٍ منه لِلعُثُور على الغُرز المُستخدمة في ربط أجزاء الكائن بِبعضها.
التسمية الأوروپيَّة لِهذه الحيوانات، أي «پلَاتِيپُوس - platypus»، هي الشكل اللاتيني من الكلمة اليونانيَّة «پلاتُوپوس» (باليونانية: πλατύπους) بِمعنى «مُفلطح القدمين»، وهي بِدورها كلمةٍ منحوتةٍ من «پلاتوس» (باليونانية: πλατύς) بِمعنى «عريض» أو «واسع» أو «مُفلطح»، و«پوس» (باليونانية: πούς) بِمعنى «قدم». أطلق شو على هذه الكائنات التسمية العلميَّة وفق النظام اللينيوسي Platypus anatinus، لكن سُرعان ما استُبعد اسم الجنس Platypus عندما تبيَّن أنَّهُ أُطلق قبلًا على إحدى أجناس الخنافس حافرة الخشب. وفي سنة 1800م أعاد العالم الألماني يُوحنَّا بلومنباخ تسمية هذه الكائنات بـ«Ornithorhynchus paradoxus»، بعد أن أشرف على دراسة إحدى العيِّنات التي قدَّمها لهُ السير جوزيف بانكس، ونظرًا لِأنَّ أُصول التسميات العلميَّة تتبع مبدأ الأسبقيَّة، أُعيدت تسمية خُلد الماء بـ«Ornithorhynchus anatinus». يُشتقُ الاسمُ العلميُّ سالف الذِكر من الكلمة اليونانيَّة «أورنيثورينكوس» (باليونانية: ορνιθόρυγχος)، والتي تعني «خطم الطائر» حرفيًّا، أمَّا كلمة anatinus فهي لاتينيَّة وتعني «شبيه البط».
تُجمع كلمةُ «خُلد» في اللُغة العربيَّة على «مناجذ»، وعلى هذا يُجمع «خُلدُ الماء» على «مناجذ الماء». أمَّا في اللُغةُ الإنگليزيَّة، وهي اللُغةُ الرسميَّة لِأُستراليا التي تعيشُ فيها هذه الكائنات، فليس هُناك من اتفاقٍ واضحٍ بين عُلماء تلك اللُغة على اعتماد جمعٍ لِتسمية platypus، وكثيرًا ما يُقالُ platypuses والبعضُ الآخر platypi، رُغم اعتبار الأخيرة غير دقيقة. أطلق المُستوطنون البريطانيُّون الأوائل في أُستراليا أسماءً عديدة على هذه الحيوانات، منها «watermole» أي «خُلد الماء»، و«duckbill» أي «منقارُ البطَّة»، و«duckmole» أي «خُلدُ البط»، وكما هو واضح، فإنَّ جميع تلك الأسماء تُشكِّلُ أصل الأسماء العربيَّة المُستعملة، بعد أن تُرجمت منها حرفيًّا.

## الوصف

### الجسد

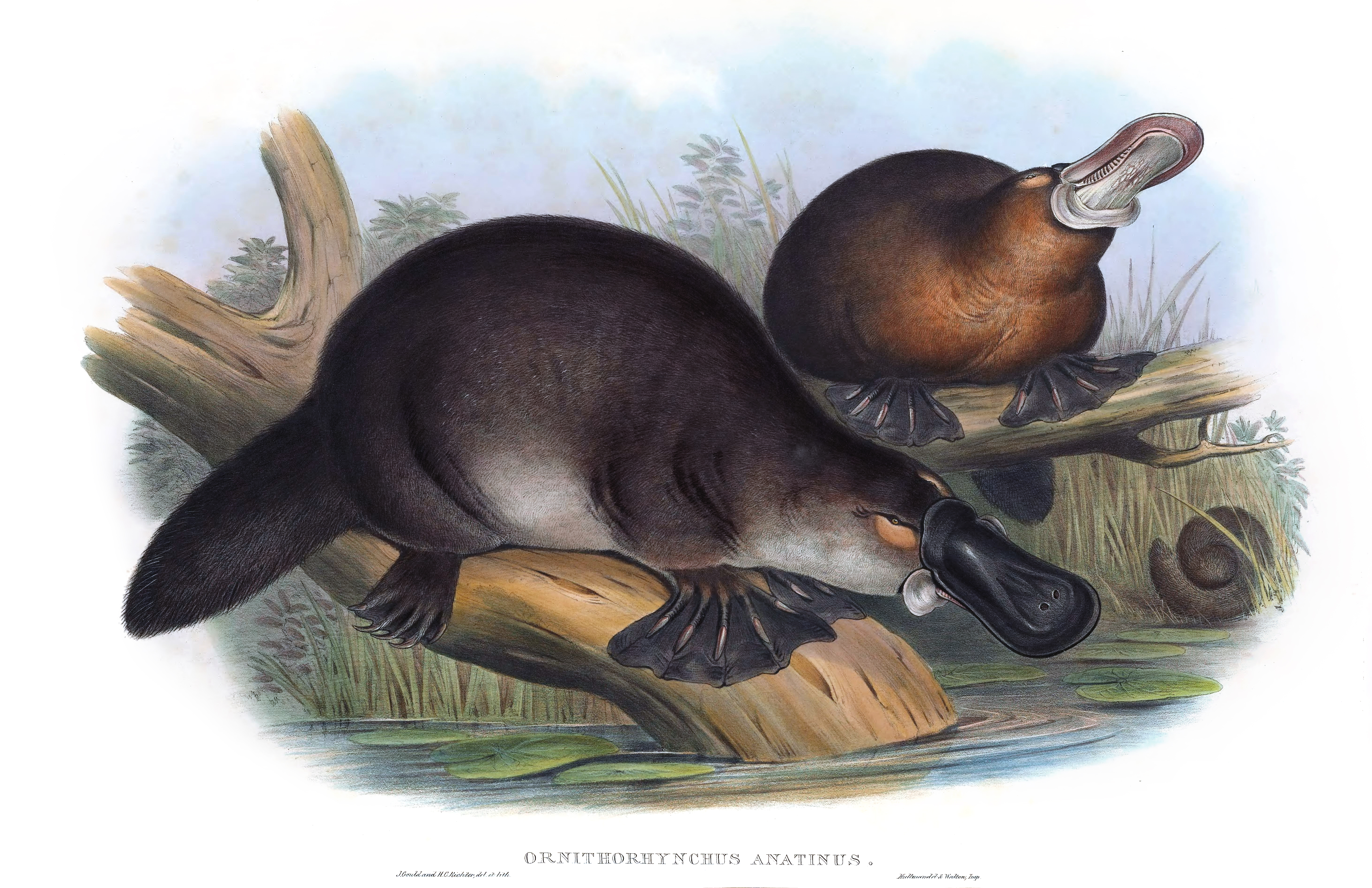
رسمٌ لِزوجٍ من مناجذ الماء يعود لِسنة 1863م. لاحظ القائمة الأماميَّة المُكففة وكيف يتجاوز الجلدُ المُغشَّى نهاية المخالب.

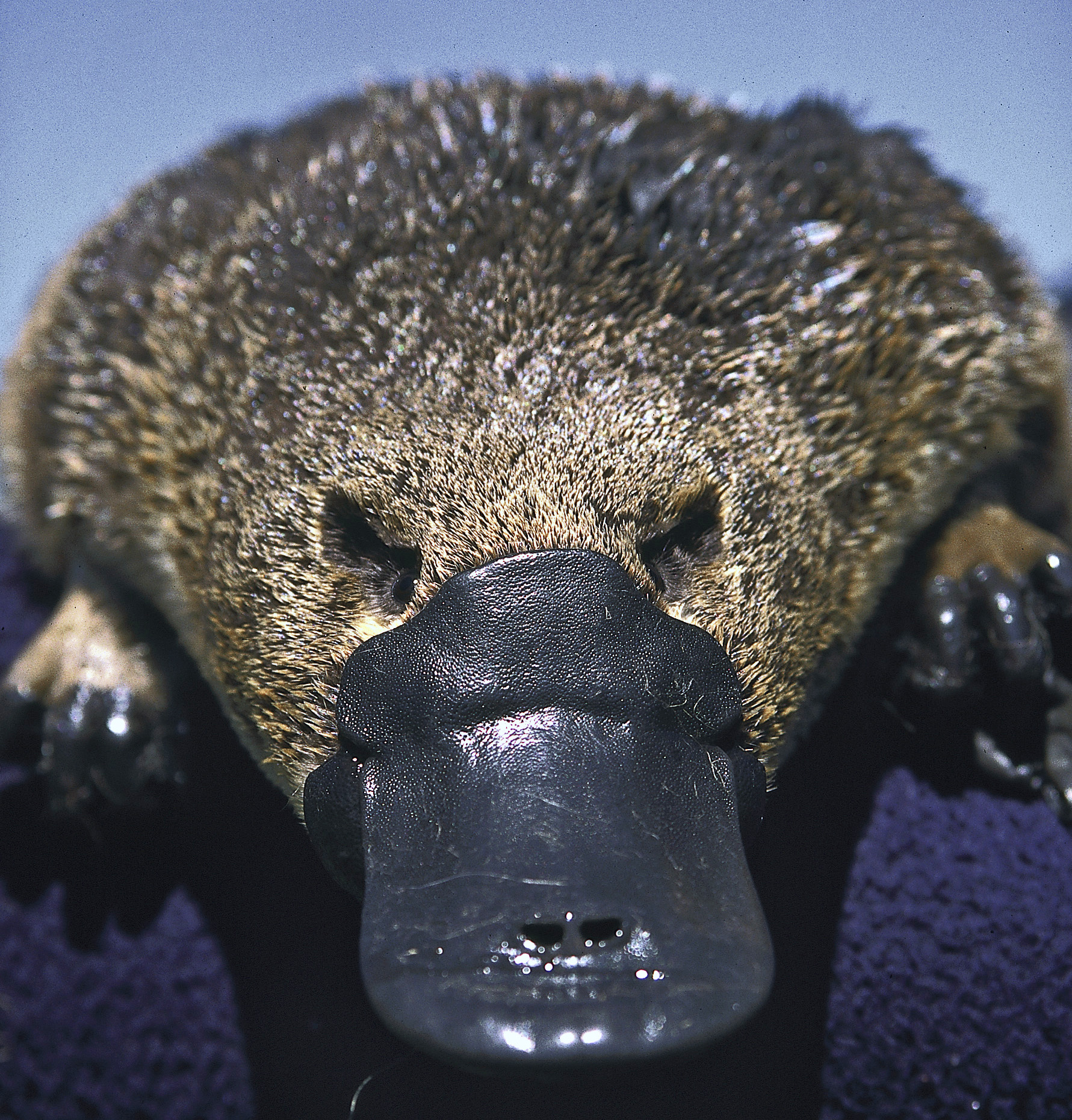
لقطة مُقرَّبة لِخطم خُلد الماء تُظهر شكله البطيّ وهيئته المطَّاطيَّة وموقع المُنخرين والعينين.

وصف الحاكم البريطاني ديڤيد كولنز هذه الحيوانات في إحدى تقاريره المرفوعة إلى الحُكومة البريطانيَّة، عندما عُيِّن حاكمًا على مُستعمرة نيوساوث ويلز ما بين سنتيّ 1788 و1801م، فقال أنه شاهد أثناء تجواله «حيوانًا برمائيًّا أشبه بِالخُلد»، وأرفق تقريره بِرسمٍ لها.
جسدُ وذيلُ خُلد الماء عريضٌ مُفلطح، مُغطى بِفراءٍ كثيفٍ يحبسُ طبقةً هوائيَّةً عازلةً تمنحُ الحيوان الدفء. الفراء نفسه عازلٌ لِلماء، وهيئته الخارجيَّة وملمسه أشبه ما يكون بِهيئة وملمس فراء الخُلد الأرضي. تختزنُ مناجذ الماء الشحم والدُهُون في أذيالها مما يُعطيها هيئتها الثخينة المألوفة، وهذه السمة ظاهرة أيضًا في بضعة أنواعٍ أُخرى من الحيوانات من شاكلة شيطان تسمانيا وسُلالات الأغنام المُستأنسة دُهنيَّة الذيل (أبو ليَّة). قوائمها الأماميَّة مُكففة، وخطمُها كبير مطَّاطيّ الملمس يُشبه منقار البط. يتجاوزُ الجلدُ المُغشِّي نهاية المخالب، وهو أكثرُ بُروزًا في القائمتين الأماميتين، وينحسرُ عندما يخرُجُ الخُلد لِلسير على البر أو عندما يستخدمُ قدميه هاتين لِلحفر. عكس مناقير الطُيُور (التي ينفصلُ فيها الفكان العُلُوي والسُفلي لِلكشف عن الفم عندما يفتحهُ الطائر)، فإنَّ خطم خُلد الماء عبارة عن عُضوٍ تحسُّسيّ يقعُ الفم في القسم الأسفل منه. يقعُ المُنخران على طرف السطح العُلُويّ من الخطم، بينما تقعُ العينان والأُذُنان في ثلمٍ خلف الخطم مُباشرةً، ويُغلقُ الخُلد هذا الثُلم عندما يسبح. تُصدرُ مناجذ الماء هديرًا خافتًا عندما تنزعج أو تتوتر، وأبلغ المُربون في حدائق الحيوان حول العالم أنَّ الأفراد الأسيرة منها في حدائقهم تُصدرُ طائفةٍ واسعةٍ من الأصوات الأُخرى.
اختلافُ الوزن بارز بين المناجذ المُختلفة، فهو يتراوح بين 0.7 و2.4 كيلوگرامات (بين 1.5 إلى 5.3 أرطال)، والذُكُور أكبر حجمًا من الإناث، إذ يصلُ طولها الإجمالي إلى 50 سنتيمترًا (20 إنشًا)، بينما يصلُ طول الإناث إلى حوالي 43 سنتيمترًا (17 إنشًا). هذا ويُلاحظ أنَّ هُناك اختلافات ملحوظة في أحجام هذه الكائنات تختلف باختلاف الجُمهرة والمنطقة التي تقطنها، ويبدو أنَّ هذه الاختلافات لا علاقة لها بالاختلافات المُناخيَّة بين منطقةٍ وأُخرى، وإنما هي مُرتبطة بِعوامل بيئيَّة أُخرى بِحسب الظاهر، مثل ضغط المُفترسات والانتهاكات البشريَّة لِموائلها.
يصلُ مُعدَّل حرارة جسم خُلد الماء إلى حوالي 32 °مئويَّة (90 °فهرنهايت)، عوض درجة الحرارة الطبيعيَّة التي تتمتع بها الثدييَّات المشيميَّة، وهي 37 °مئويَّة (99 °فهرنهايت). يقترح الباحثون أن يكون السبب وراء هذا هو التأقلم التدريجي لِهذه الحيوانات مع الظُروف البيئيَّة القاسية، ودليلهم في ذلك عدد أنواع وحيدات المسلك الضئيل التي ما زالت على قيد الحياة حتَّى اليوم، ولا يظنون أنَّ تلك سمة ميَّزت الأعضاء البائدة من هذه الرُتبة عن غيرها من الثدييَّات. وبتعبيرٍ آخر فإنَّ أنواع وحيدات المسلك التي تمكنت من البقاء حتَّى اليوم تأقلمت بِصورةٍ بطيئة مع التغيُّرات المُناخيَّة والبيئيَّة الطبيعيَّة حتَّى صمدت، أمَّا الأنواع التي لم تفعل ذلك فإنها اندثرت.

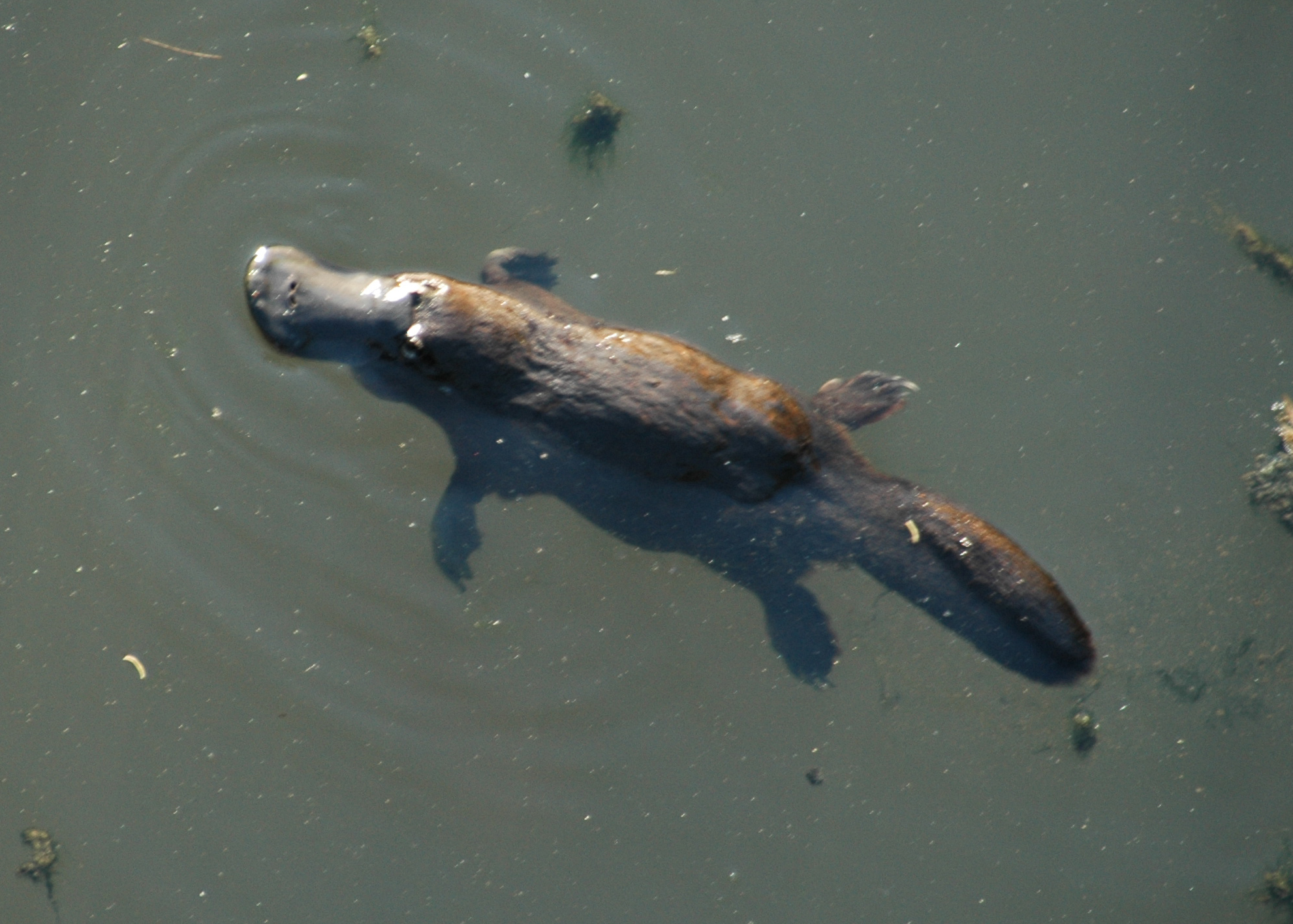
خُلدُ ماءٍ يسبح في النهر المُتكسِّر في ولاية كوينزلاند الأُستراليَّة.

تمتلكُ صغار خُلد الماء المُعاصرة ثلاثة أسنانٍ في كُل جهةٍ من جهتيّ الفك العُلُوي (ضاحك وضرسان) والسُفلي (ثلاثة أضراس)، تفقدها بِمُجرَّد مُغادرتها لِوجارها الأُموميّ؛ أمَّا البوالغ منها فتمتلك حاشيتان كيراتينيَّتان في مكانها. السنَّان العُلويَّان والسنُ الثالثة السُفليَّة من الأسنان الخديَّة لِصغار خُلد الماء ضئيلة الحجم، ولِكُلٍ منها نُتوء رئيسيّ، بينما باقي الأسنان يظهرُ لديها نُتوءان. فكُّ خُلد الماء مُكوَّن بِشكلٍ مُختلف عن تكوين أفكاك باقي الثدييَّات، كما أنَّ العضلة المُستخدمة لِفتح الفك مُختلفة التصميم بِدورها. كما هو الحال في جميع الثدييَّات الحقيقيَّة، فإنَّ العظام الصغيرة التي تعمل على إيصال الصوت في الأُذُن الوُسطى مُنصهرة انصهارا كُليًّا في الجُمجُمة عوض أن تكون قابعة في الفك كما في حالة كلبيَّات الأسنان (السينودونتات) وغيرها من مُندمجات الأقواس القبثدييَّة (زواحف بائدة شبيهة بِالثدييات). غير أنَّها تتشابه معها من حيثُ وُقُوع فتحة أُذنها الخارجيَّة أسفل فكَّها. تمتلكُ مناجذ الماء عظامًا إضافيَّة في أحزمة أكتافها، بما فيها ترقُوَّة وسطيَّة (تقع بين عظم التُرقوَّة الطبيعي)، وهي غير موجودة لدى الثدييَّات الأُخرى. وكما هو حال الكثير من الفقاريَّات المائيَّة والنصف مائيَّة، يُلاحظُ أنَّ عظام هذه الحيوانات تُظهرُ بعض التصلُّب، ممَّا يزيدُ من كثافتها ويمنحها بعض الثقل. مشيةُ مناجذ الماء شبيهة بِمشية الزواحف، نظرًا لِأنَّ قوائمها تقع على طرف جسدها عوض أن تكون أسفله، وعندما تخرج لِتسير على اليابسة فإنها تفعل ذلك على عقلات أصابعها عوض أن تبسط أكُفَّها، وذلك كي تحمي الجلد المُغشَّى بين أصابعها من التلف.

### السُّم

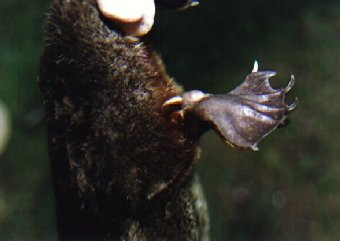
المخلب المهمازي القائم على الرِّجلين الخلفيَّتين لِذُكُور مناجذ الماء، المُستخدم في الطعن والتسميم.

تُولدُ مناجذ الماء بِمخلبٍ إضافيٍّ مهمازيٍّ على رجليها الخلفيتين، وهذا المخلب يتصلُ عند ذُكُورها فقط بِغُدَّةٍ سامَّةٍ، والسُّمُّ في العادة سلاحُ الحشرات والزَّواحف الطبيعيّ، واستخدامهُ هُنا هو من غرائب خُلد الماء. ويتكوَّن هذا السُّم من پروتينات شبيهة بِالديفنسين (پروتينات موجبة الشُحنة صغيرة غنيَّة بِالسيستئين)، منها ثلاثة أنواع تتفرَّد بها مناجذ الماء. تُنتجُ الپروتينات سالِفة الذِكر من قِبل جهاز مناعة الخُلد. مُهمَّةُ الديفنسين الطبيعيَّة هي التسبب بِانحلال البكتيريا والڤيروسات المُسببة لِلأمراض في جسم الكائن، غير أنها تؤدي دورًا آخر عند مناجذ الماء، إذ أنها تتحوَّل إلى سُمُوم تُستخدم لِلدفاع عن النفس. وسُمُّ خُلد الماء قادرٌ على الفتك بِبعض الكائنات الأصغر حجمًا من شاكلة الكلاب، غير أنَّهُ ليس قاتلًا لِلإنسان، بيد أنَّهُ يستسبب بِآلامٍ طاحنة تُقعدُ المرء لِفترة حتَّى تزول آثاره. سُرعان ما تتورَّم المنطقة المُحيطة بِموضع الطعنة وتنتشرُ الوذمة رويدًا رويدًا حتَّى تنتهي إلى كامل الطرف المطعون. تُشيرُ المعلومات التي حصل عليها العُلماء من الدراسات التاريخيَّة لِحالات التسمُّم بِطعنة خُلد الماء، إضافةً إلى الأدلَّة القوليَّة لِلمُصابين، أنَّ الألم يتطوَّر شيئًا فشيئًا حتَّى يُصبح مُفرطًا ويدوم على هذه الحالة طيلة أيَّامٍ أو حتَّى شُهُور. الغُدَّةُ السَّاقيَّة المُنتجة لِلسُّم عند الذُكور هي غُدَّةٌ سنخيَّة كلويَّة الشكل، تتصلُ بِالعقبي بِواسطة قناةٍ رقيقة الجدار بِالمهماز سالف الذِكر. المخلبان المهمازيَّان عند إناث مناجذ الماء بدائيَّان غير مُتطوِّران، يسقطان قبل أن تُتم سنتها الأولى من الحياة، وهي بِذلك تتشاطر هذه السمة مع إناث النضناض.
يقول العُلماء أنَّ سُمَّ مناجذ الماء يبدو وكأنَّ غايته تختلف عن غاية سُم الكائنات الأُخرى من غير الثدييَّات؛ فهو غير قاتل لِلبشر، لكنَّهُ رُغم ذلك قويٌّ بما فيه الكفاية كي يتسبب بِآلامٍ مُبرحةٍ لِلضحيَّة. ونظرًا لِأنَّ الذُكور وحدها هي التي تُنتجُ السُّم، وأنَّ ذُروة إنتاجه تكون خِلال موسم التناسل، فلعلَّ غايته هي أن يكون سلاحًا هجوميًّا تستخدمهُ الذُكور لِلتقاتل فيما بينها في سبيل إثبات هيمنتها واستقطاب أكبر عددٍ مُمكن من الإناث.
يُلاحظُ أنَّ العديد من المجموعات الثدييَّة البائدة كانت تمتلكُ مخالب مهمازيَّة شبيهة بِتلك الخاصَّة بِمناجذ الماء، ممَّا يُفيد بِأنَّ هذه السمة إنما هي سمةٌ بدائيَّةٌ كانت شائعة يومًا ما بين جميع الثدييَّات، وليست حصريَّة في مناجذ الماء فقط أو غيرها من وحيدات المسلك.

### الكهربيَّة
وحيدات المسلك هي الثدييَّات الوحيدة (باستثناء نوعٍ واحد على الأقل من الدلافين) المعروف استشعارها لِلكهرباء، فهي تُحدد موقع طرائدها من خِلال استشعار الحُقُول الكهربائيَّة المُتولِّدة عن انقباضاتها العضليَّة. والاستشعارُ الكهربائيّ لِمناجذ الماء هو الأدق بين استشعارات سائر وحيدات المسلك.
تقعُ المُستقبلات الكهربائيَّة (التي تلتقط الإشارت الكهربائيَّة) لِخُلد الماء في الصُفُوف الخلفيَّة من جلد المنقار، بينما تتوزَّع المُستقبلات الحركيَّة (التي تستشعر اللمس) عبر مُختلف أنحاء المنقار بِشكلٍ مُتساوٍ. تقعُ المنطقة مُستشعرة الكهرباء في القشرة المُخيَّة ضمن المنطقة الاستشعاريَّة اللمسيَّة، وبعض الخلايا القشريَّة تتلقَّى معلوماتها من كلا المُستقبلات الكهربائيَّة والحركيَّة، ممَّا يُفيد بِوُجود ارتباط وثيق بين حاستيّ اللمس والاستشعار الكهربائي عند هذه الحيوانات. تُهيمنُ المُستقبلات الكهربائيَّة والحركيَّة الموجودة في المنقار على الخريطة الجسديَّة التوضُعيَّة في دماغ خُلد الماء، بشكلٍ مُتطابقٍ تقريبًا لِهيمنة مُستشعرات يديّ الإنسان على خريطة قشرته الدماغيَّة.
يُمكنُ لِمناجذ الماء أن تُحدد اتجاه الشُحنة الكهربائيَّة أثناء سباحتها، ولعلَّها تقدرُ على ذلك عبر المُقارنة بين قُوَّة الإشارة الكهربائيَّة المارَّة خلال صفائح مُستشعراتها سالِفة الذِكر. ولعلَّ هذا يُفسِّر أيضًا تحريك الحيوان رأسه من جانبٍ لِآخر خِلال بحثه عن طريدة، وهو نفس الأُسلوب الذي تتبعه أسماك قرش أبو مطرقة عندما تبحث عن الطعام. إنَّ تقارب المُستشعرات الكهربائيَّة واللمسيَّة في القشرة الدماغيَّة لِهذه الحيوانات يقترح تمتُعها بِآليَّة حسيَّة مُعيَّنة تُمكنها من تحديد المسافة الفاصلة بينها وبين الطريدة، بحيث عندما تتحرَّك الأخيرة فإنها تُصدر إشاراتٍ كهربائيَّة ونبضاتٍ ضغطيَّة حركيَّة يحُسُّ بها الخُلد فيقتفي أثرها. تلجأُ مناجذ الماء إلى تحديد الفرق بين زمن وُصُول كُل إشارة من الإشارتين سالِفتا الذِكر كي تشعر بِالمسافة الفاصلة بينها وبين فريستها.
لا تستخدمُ مناجذ الماء حواس السمع أو الشم أو النظر عندما تصطاد، فهي تُغلقُ أعيُنها وآذانها وأُنُوفها عندما تغطس. عوض ذلك، فإنها تحفرُ أو تُثيرُ التُربة في قاع الجدول باستخدام مناقيرها، فتلتقطُ مُستشعراتها الكهربائيَّة أي إشارة كهربيَّة صدرت من الانقباضات العضليَّة، فتُميِّزُ بِهذا بين الأحياء والجوامد، التي تُحفِّزُ بِدورها مُستقبلاتها الحركيَّة. أظهرت التجارب أنَّ مناجذ الماء تتفاعل مع «قريدس اصطناعي» بحال مُررت عبره شُحنه كهربائيَّة بسيطة.
يُحتمل أن تكون خاصيَّة الاستشعار الكهربائي قد نشأت وتطوَّرت في هذه الحيوانات لِتُمكنها من الصيد في المياه العكرة المُوحلة حيثُ تصعب رُؤية الفرائس، ويُحتمل أن يكون هذا مُرتبطًا بِدوره بِفُقدانها لِأسنانها. هذا ويُلاحظ أنَّ بعض الأنواع المُنقرضة من مناجذ الماء، من شاكلة «خُلد الماء الريڤرسليدي» أو الأوبدورودون (باللاتينية: Obdurodon) كانت تتمتَّع بِخاصيَّة الاستشعار الكهربائي أيضًا، لكنها كانت تسعى وراء طعامها في البحار بدل الجداول والأنهار، كما هو حال مناجذ الماء المُعاصرة.

### العينان

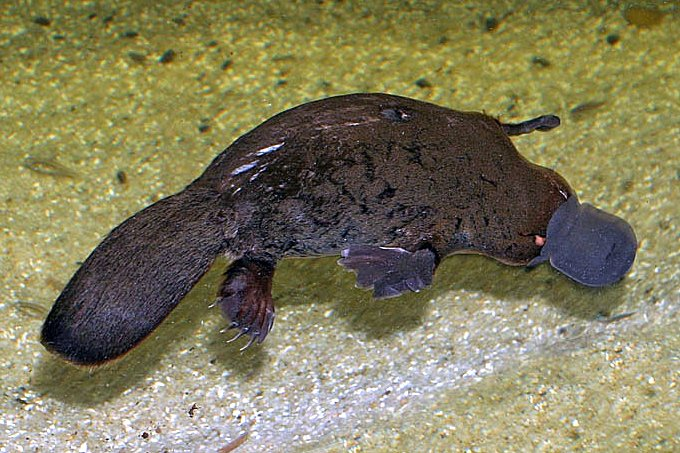
خُلدُ ماء يسبح وقد أغلق عيناه.

اقترحت إحدى الدراسات المُتأخرة أنَّ عينا خُلد الماء أكثر شبهًا بِعينيّ سمك الجُريث الپاسيفيكي أو الجلكيَّات قاطنة نصف الكُرة الأرضيَّة الشمالي، أكثر من شبهها بِعُيُون أغلب رُباعيَّات الأقدام. تحوي العينان أيضًا خليَّتان مخروطيَّتان، وهذه صفة معدومة في مُعظم أنواع الثدييَّات.
على الرُغم من أنَّ عينا خُلد الماء صغيرتان، ولا يستخدمهما الحيوان أثناء سباحته تحت الماء، إلَّا أنَّ هُناك عدَّة دلائل تُشيرُ إلى أنَّ حاسَّة البصر لعبت دورًا بارزًا في حياة أسلافه. سطحُ قُرنيَّة مناجذ الماء مُنبسط، كما سطحُ العدسة المُجاورة، بينما السطحُ الخلفيّ لِلعدسة شديدُ الانحناء، تمامًا كما هو الحال مع الثدييَّات المائيَّة الأُخرى، من شاكلة القضَّاعات وأُسُود البحار. يُلاحظ أيضًا أنَّ هُناك تجمُّع لِعُصبونات الشبكيَّة، الضروريَّة لِلرؤية المجهريَّة، في عظمها الصدغي، مما يدُل على أنَّها تلعب دورًا محوريًّا في الافتراس، على أنَّ الدقَّة البصريَّة المُصاحبة لِهذا لا تُعد كافيةً لِمثل هذا الأمر. أضف إلى ذلك، فإنَّ هذه الدقَّة البصريَّة المحدودة لا تُضاهيها إلَّا ضآلة التكبير الصُوري في قشرتها البصريَّة، ونُواةٌ جانبيَّة فرعيَّة صغيرة، وسقفٌ بصريٌّ كبير، مما يقترح أنَّ سقف الدماغ المُتوسِّط يلعب دورًا أكثر أهميَّةً من دور القشرة البصريَّة، كما هو الحال في بعض أنواع القوارض. تُشيرُ هذه الميزات إلى أنَّ مناجذ الماء تأقلمت مع نمط حياةٍ ليليٍّ ومائيّ، فطوَّرت جهازها الاستشعاري الكهربائي على حساب جهازها البصري؛ وهو مسارٌ تطوُّريٌّ مُتوازٍ مع ذلك الخاص بِالنضناض قصير المنقار قاطنُ المناطق الجافَّة، والذي يمتلكُ عددًا قليلًا من المُستقبلات الكهربائيَّة، بينما يُلاحظُ أنَّ النضناض طويل المنقار، الذي يعيشُ في المناطق الرطبة، يمتلكُ عددًا وسطيًّا من المُستقبلات الكهربائيَّة مُقارنةً بِالنوعان سالِفا الذِكر.

### الاستشعاع الحيوي
أشار باحثون في دراسةٍ أُجريت سنة 2020 حول الاستشعاع الحيوي، أنَّ خُلد الماء أحد وحيدات المسلك التي تشعُّ أجسادها إن تعرَّضت لِضوءٍ أسودٍ بِلونٍ أخضرٍ مُزرق.

## السمات البيئيَّة والسُلوكيَّة

### المعيشة

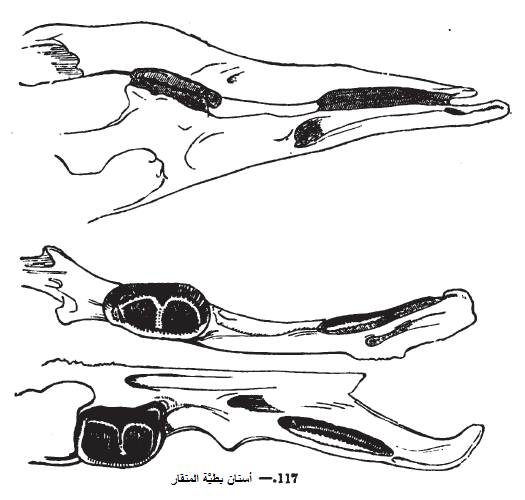
رسمٌ لأسنان خُلْد الماء، بريشة الفنَّان تشارلز نايت في كتابه Sketches in Natural History.

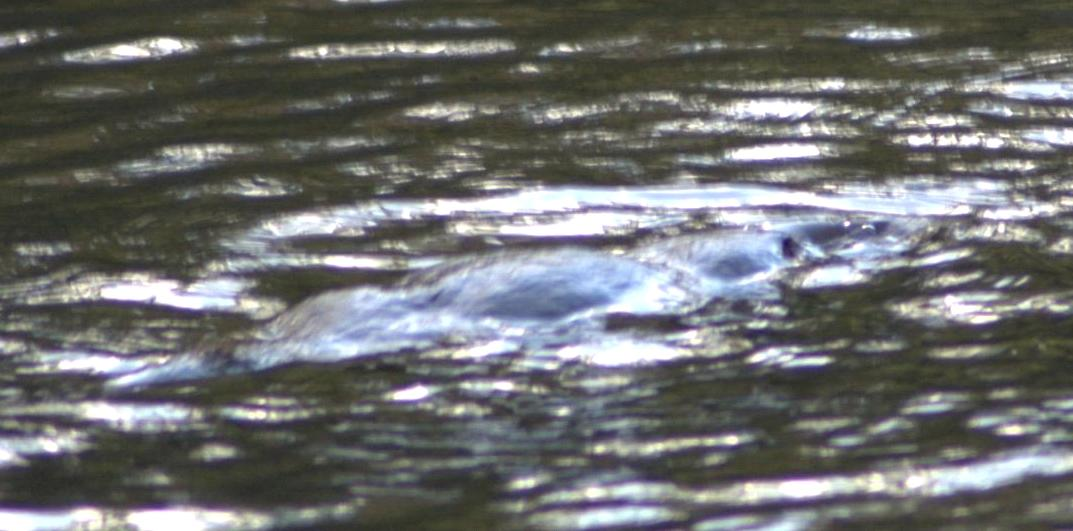
من الصَّعب جداً رؤية خُلْد الماء، حتى عندما يسبحُ فوق سطح الماء.

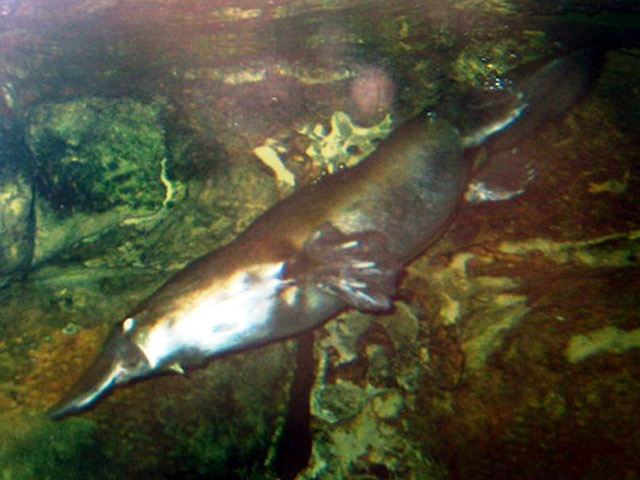
خُلْد ماءٍ يَسْبح.

خلد الماء هو حيوانٌ نصفُ مائيّ ونصفُ بريّ، حيث يعيشُ في الجداول أو الأنهار الصغيرة كما يستطيعُ الزَّحفَ خارجها، وتتراوحُ الارتفاعات التي يتواجدُ فيها ما بين المرتفعات قارسة البرودة في جزيرة تسمانيا وجبال الألب الأسترالية إلى الغابات المطيرة الدَّافئة الواقعة على سواحل كوينزلاند وشمالاً حتى شبه جزيرة كيپ يورك. وليس من المعروف كثيرًا أين يتواجد خُلْد الماء في أعماق قارَّة أستراليا، فهو يعتبر منقرضًا في جنوب القارَّة (ما عدا جماعةٍ استقدمها الإنسان إلى جزيرة كانغارو)، وأصبح نادرًا جدًا ضمنَ حوض موراي دارلينغ (نتيجةً لتدنِّي جودة المياه النَّاجم عن مُخطَّطات إزالة الغابات والري)، وأمَّا في الأنهار الساحليَّة فإنَّ وجوده غير مُنتظِم، فقد يبتعدُ خلد الماء عن الأنهار التي تبدو في حالةٍ بيئيِّة جيِّدة، بينما يُعثَرُ عليه بأعدادٍ كبيرة في أنهارٍ أخرى شديدة التلوّث.
سبق لخلد الماء وأن عاشَ، في الأسر، لمُدَّة 17 عامًا، كما عُثِرَ عليه في البرية وقد عمَّر 11 سنة، وبالإجمال، يبدو أن معدل الوفيات بين مَنَاجِذِ الماء البالغة قليل جداً. أهمُّ الأعداء الطبيعيِّين لهذه الحيوانات هي الثعابين، وجِرْذَان الماء، وسحالي الورل، والبوم، والعقبان، والبيزان. وتعتبر أعدادُ خلد الماء في شمال أستراليا قليلة، ممَّا يُفسِّرُهُ بعْضُ الباحثين بأنَّ التماسيح تفترِسُهَا هناك. ولكنَّ الإنسان الأوروبي استقدم إلى أستراليا في عام 1845 الثعلب الأحمر، الذي لم يَكُن يعيشُ على القارَّة بصورة طبيعية، للاستفادة منهُ في الصَّيد، ويعتقد أنَّ هذه الثعالب اقتاتت على الكثير من مناجذ الماء في أستراليا. ويُعَدُّ خُلْد الماء حيواناً ليليًا، فهو يخرجُ ليبحث عن الطعام بعد حُلول الظَّلام، ولكنَّهُ قد يستيقظُ في النهار أحيانًا، خصوصاً عندما تكونُ السَّماء غائمة. ويعيشُ خُلْد الماء عادةً في الأنهار وعلى ضفافها الرَّطْبَة، وذلك لأنَّ الحيوانات التي يصطادُهَا ويَقْتَاتُ عليه تعيشُ في الماء، ولأنَّه يستطيع (على ضفاف النهر) أن يحفرَ لنفسه جُحْراً يحتمي بداخله ويُربِّي صغاره. وقد يبلُغُ امتداد منطقة الصَّيْد لخُلْد الماء الواحد ما يصلُ إلى سبعة كيلومترات، حيثُ يُمْكِنُ لمنطقة كلّ ذكرٍ أن تتداخلَ مع مناطق عِدَّة إناث.
يستطيع خُلْد الماء السّباحة ببراعةٍ شديدة، فهو يمضي أوقاتاً طويلةً في المياه بحثًا عن طعامه. ويمكن تمييزه عن الحيوانات الثديِّيَّة الأخرى التي تسكنُ أستراليا، عندما يسبح، لكونه - على عكس غيره - لا يمتلك صوان أذن. كما يتميَّزُ عنها بأنَّه يدفع نفسه، أثناء السّباحة، بساقيه الأماميَّتين فقط (عوضاً عن الأربع)، بينما يُبقِي ساقيه الخلفيَّتين مطويَّتين تحتَ جسده، ولا يستعمل هاتين الساقين ولا ذيله سوى لإمالة جسده نحو الاتجاه الذي يريد السباحة إليه. ولكون خلد الماء من ذوات الدم الحار فهو يُبْقِي حرارة جسده ضمنَ الاثنين وثلاثين درجة مئوية، حتى ولو ظلَّ يأكلُ لساعاتٍ في مياه باردةٍ تقلّ حرارتها عن الخمس درجات.
لا يستطيع خُلْد الماء التنفّس تحتَ الماء، فهو يحتاجُ إلى الهواء الطَّلْق، ولذا فإنَّ معظم غطساته لا تتجاوزُ مدّتها نصفَ دقيقة، ومن ثمَّ يجبُ عليه أن يخرجُ إلى سطح الماء ليلتقط الهواء لما بين عشر ثوانٍ إلى عشرين ثانية. وإذا لم يَكُن في الماء فهو يُحِبّ أن يرتاحَ في أوكارٍ غير عميقةٍ مكوّنة من نفقٍ مستقيم، عادةً ما يحفرُها على ضفة النهر، ويختارُ لها موقعًا خفيًا بين جذور الأشجار. ويُعتقد أن فترة نوم خُلْد الماء تصلُ إلى 14 ساعة يوميًا، وقد يكونُ ذلك لأنَّه يتغذّى على الكثير من القشريات التي تحتوي الكثير من السّعرات الحرارية.

### الغذاء
خلد الماء هو من آكلات اللحوم، فهو يتغذَّى على الديدان الحلقية، واليرقات، وإربيان الماء العذب، وجراد البحر الذي يفترسه بحفر تربة قاع النهر بفمه أثناء سباحته. ولدى خُلْد الماء جيوبٌ في خدَّيْه يستعملها لحمل فريسته إلى خارج الماء، حيث يتناولها على اليابسة. ويحتاجُ خلد الماء لتناول ما يعادل 20% من وزنه من الطعام يوميًا، ولذلك فإنَّه يقضي حوالي 12 ساعة كلَّ يوم في البحث عن طعامه.

### التكاثر

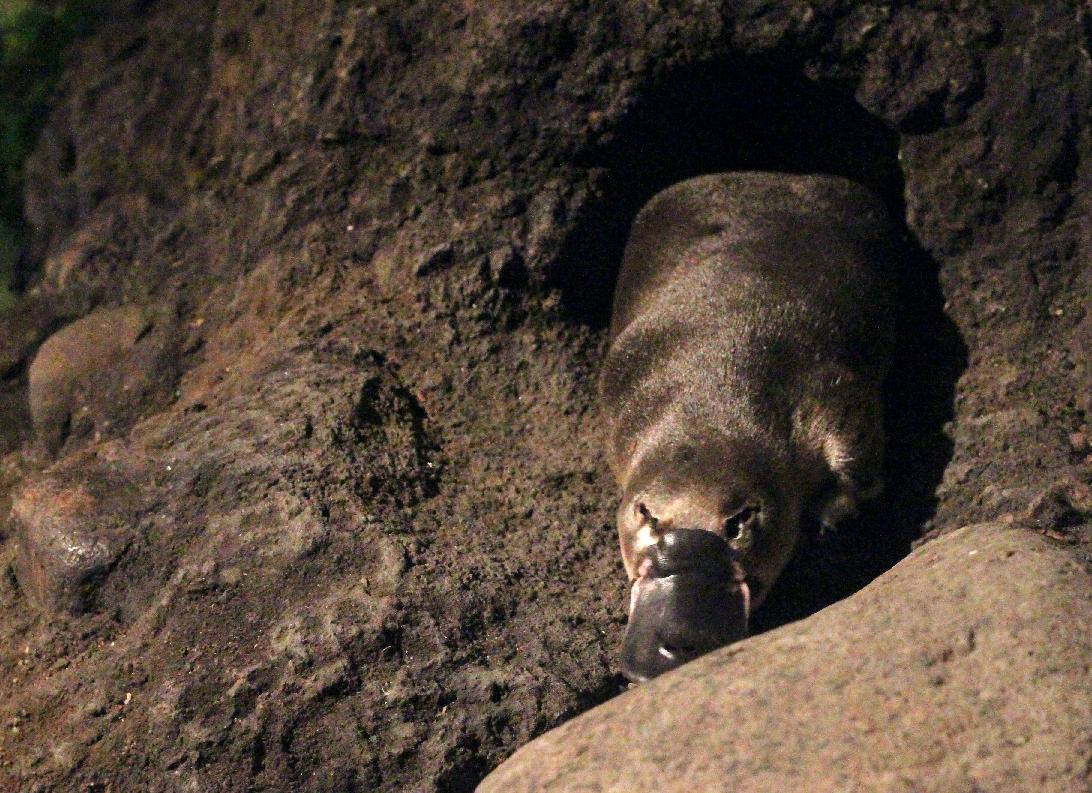
أُنثى خُلدُ ماءٍ تخرجُ من جُحرها الأُمومي حيثُ وضعت بُيُوضها.

عندما تعرًَّف أوائل علماء الطبيعة الأوروبيِّين على حيوان خلد الماء، اختلفوا فيما إذا كانت أنثاه تضعُ بيوضًا أم لا. ولم يتوصلوا إلى اتفاق حتى عام 1884، حيث سافر العالم كلادويل إلى أستراليا، وأجرى بحوثًا دقيقةً على مناجِذِ الماء بمساعدة فريق من 150 أستراليًا أصليًا، تمكَّن - بنهايتها - من اكتشاف عِدَّة بيوض. ولأنَّ البرقيات كانت مُكلِفة جدًا آنذاك، فقد أرسل كلادويل إلى لندن الكلمات الآتية: «وحيد مسلكٍ بيَّاض، بُوَيْضة مُنْقَسِمَة». وهي تعني أن خلد الماء (وهو حيوان أحادي المسلك) يضعُ البيوض، وأنَّ بويضات الإناث لا تنقسمُ بالكامل عندَ تكوّن الجنين، بل ينقسمُ جزءٌ صغير منها فقط، وهي صفة تشبه الزواحف.
لا يتزاوج خُلْد الماء سوى في موسم تناسل واحد، وهو يكون ما بين شهري تمُّوز (يوليو) إلى تشرين الأوَّل (أكتوبر)، مع اختلاف هذا الوقت قليلًا بين المكان والآخر. استُعمِلَت طرقٌ مختلفة في دراسة سلوكيات التكاثر لدى هذا الحيوان، منها المراقبة المباشرة، وتثبيت العلامة وإعادة الأسر، وغير ذلك من وسائل البحث، وأظهرت هذه الدراسات أنَّ بعض مناجِذِ الماء تتكاثرُ في منطقتها الأصلية، بينما ترتحلُ بعضها إلى مناطق جديدةٍ بحثاً عن شريك للتزاوج، كما توحي الدراسات بأنَّ ذكور خلد الماء تكون مُتعددة التزاوج. ويعتقد أن الإناث تصلُ مرحلة النضج الجنسي بعد أن تبلغ عامَيْن من العمر، إلا أنَّ البحوث أثبتت أنَّها لا تتكاثرُ حتى تبلغ من العمر ما يقارب تسع سنوات.
يعيش خلد الماء، بعد انتهاء موسم التزاوج، في جحورٍ بالأرض لا يتعدَّى ارتفاعُ مدخلها 30 سنتيمترًا فوق مستوى الماء. وقد تبني الإناث جحورًا عميقةً وأكثر تعقيداً من الذكور، إذ تصلُ في طولها إلى عشرين مترًا، وتكون مغلقةً بين الممرَّات بسداداتٍ (وربّما يكونُ الغرض من السّدادات حمايتها من ارتفاع مستوى الماء أو تسلّل الحيوانات المفترسة، كما قد تكونُ طريقةً لتنظيم حرارة ورطوبة الجُحْر). ولا تُشارك ذكور خلد الماء في رعاية صغارها، بل تعود إلى جحورها بعد التكاثر. وأما الأنثى فهي تستعدُّ لوضع بيوضها بفرش أرضيَّة الجُحْر بأوراقٍ الشجر الرَّطبة والمطويَّة، وهي تهتمُّ - بصورة خاصَّة - بجعل أرضيَّة مكان وضع البيض ناعمةً بإضافة الكثير من الأوراق والقصبِ إليها. وهي تتمكَّنُ من إدخال هذه الأشياء إلى جُحْرها من خلال الإطباق عليها بذيلها وجرِّها تحته.

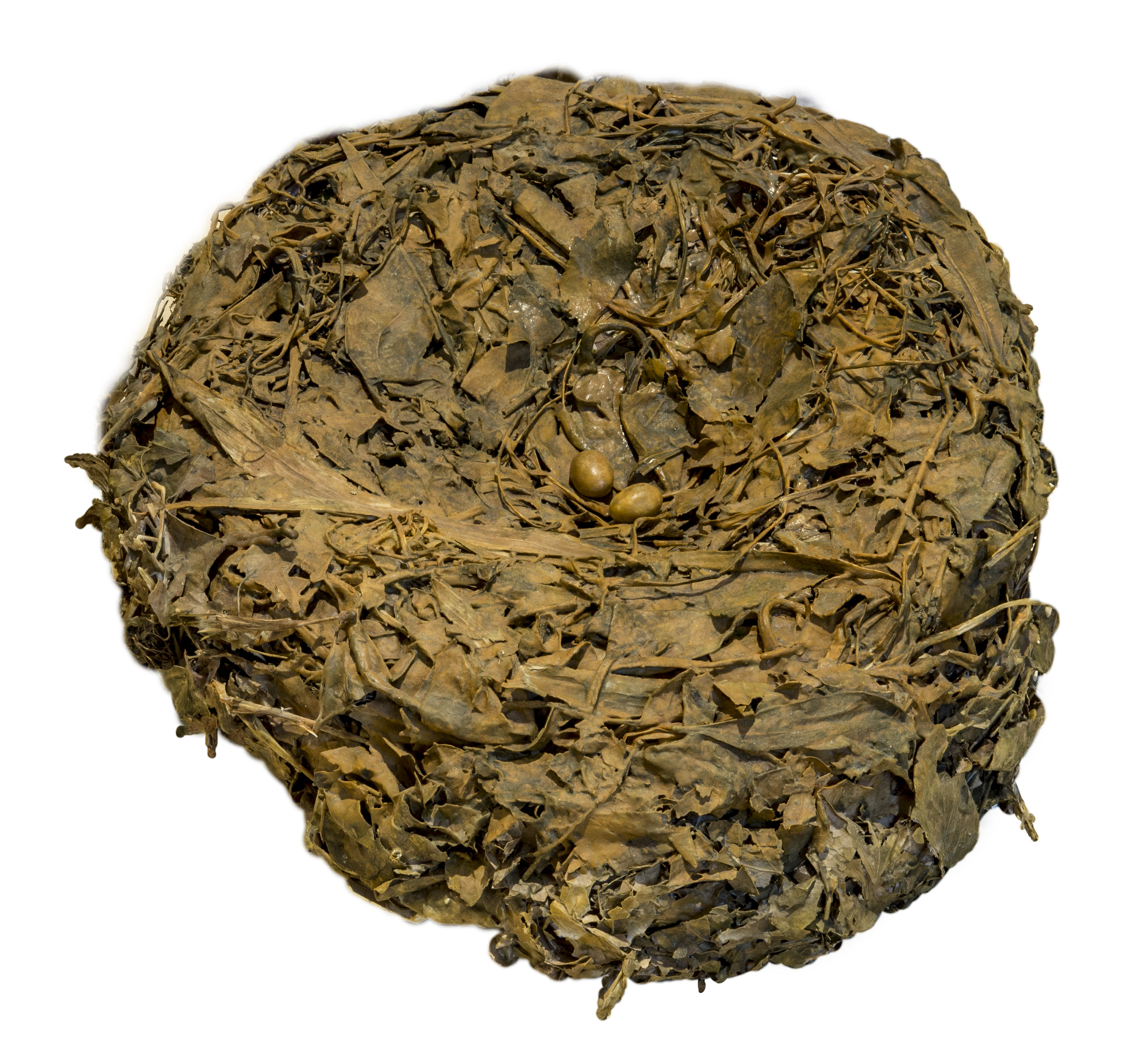
عُش خُلد ماء يحيوي بُيُوض.

لأنثى خلد الماء مبيضان اثنان، لكن الأيسرَ منهُما فقط يؤدّي عمله. ومن المحتمل أن تكون جينات خلد الماء الحديث حلقة وصلٍ ما بين جينات XY المُحدّدة للجنس لدى الثدييات، وجينات ZW المقابلة لها لدى الزواحف والطيور، وذلك لأنَّ أحد كرومسومات X الخمسة عند خلد الماء فيه جين DMRT1 الذي يوجد أيضاً في كوروسومات Z لدى الطيور. وتضعُ أنثى خلد الماء ما بين بيضةٍ إلى ثلاثة بيوض (أو اثنتين في الغالب) ذات قشرة صلبة مشابهة لبيوض الزواحف، ويكون قطرها حوالي 11 ملليمترًا، وأكثر كرويَّة بقليلٍ من بيوض الطيور. وتنمُو البيوض في الرحم لمُدَّة 28 يومًا، ولا تحضنُها الأمّ سوى لعشرة أيام، وبالمقارنة فإنَّ بيضة الدجاجة تقضي يومًا واحدًا في الرحم وثلاثة أسابيعٍ في فترة الحضانة. وتُكوِّر الأنثى جسدها حول بيوضها بعد وضعها، وتمرّ - في فتة الحضانة - بثلاثة مراحل. إذ لا تكونُ للجنين، في المرحلة الأولى، أيّ أعضاءٍ عاملة، ويعتمدُ بالكامل على الكيس المحيّ للحصول على الغذاء. ومن ثمَّ يمتصُّ الجنين كلَّ المح، وفي المرحلة الثانية تنمو الأطراف والأصابع. وأخيرًا، في المرحلة الثالثة، ينمو سنّ البيضة (الذي يستخدمه الصَّغيرُ لكسر بيضته ويخرجَ منها).
وفي معظم أنواع الثدييات تمرّ البويضة المُخصَّبة بمرحلة انقسام، إذ تتعدَّدُ إلى خلايا مُنقسمة كثيرة. وأما خلد الماء فإنَّ بويضته تتصرَّفُ مثل بيوض الطيور، حيث ينقسمُ جزءٌ من البويضة فحسب، وليس البويضة كلّها. وهذا يجعل سيتوپلازم خلايا المُحّ متصلًا بسيتوپلازم البُويضة نفسها، وبالتالي يتمكَّنُ الجنين - الموجود في المُحّ - من تبادل الفضلات والأكسجين والموادّ المغذية من خلال السيتوپلازم، وهو أمرٌ يحتاجه خلد الماء لكونه حيوانًا يضعُ البيوض (على عكس باقي الثدييات).
وتفقسُ صغار هذه الحيوانات من بيوضها وهي عاجزة جدًا، إذ تكون أبكمة وعارية من الشَّعر، ولا تتغذى إلَّا على حليب أمّها. ولأنثى خلد الماء غدد ثديية، ولكن ليست لها حلمات، إنَّما يخرجُ حليبها من خلال ثقوبٍ في جلدها، إذ يتدفَّقُ الحليب من خلال مساراتٍ في بطنها حتى يلعقه الصغار. ويرضعُ صغار خلد الماء لما بين ثلاثة إلى أربعة شهور، وفي تلك الفترة لا تتركُ الأمّ العش إلا لفتراتٍ قصيرة، تستغلّها بالبحث عن الغذاء. إلا أنَّها، قبل أن تخرجَ من الجحر، تصنعُ سداداتٍ ترابيَّة تغلقُ أجزاءً منه، ولعلَّ في هذا إجراءً احترازيًا لحماية صغارها. وبعد مرور خمسة أسابيع على الفطام يصبح تردُّد الأنثى على صغارها أقلّ، وبعد أربعة شهور تقريبًا من التفقيس يغادر الصّغار الجحر لأول مرة. ويولد صغار خلد الماء ولها أسنان، ولكنَّ أسنانها تتساقطُ بعد التفقيس بمُدَّة قصيرة جدًا، ولا تبقى مكانها سوى صفائحُ منقاريَّة يستعملها خلد الماء في سحق طعامه.

## النُشوء والتطوُّر
|  | خُلْد الماء |
|  |           |
|  | النضناض   |
|  |           |

|  | الجرابيات |
|  |           |
|  | المشيميات |
|  |           |

|  | خُلْد الماء |
|  |           |
|  | النضناض   |
|  |           |

|  | الجرابيات |
|  |           |
|  | المشيميات |
|  |           |

|  | خُلْد الماء |
|  |           |
|  | النضناض   |
|  |           |

|  | الجرابيات |
|  |           |
|  | المشيميات |
|  |           |

|  | خُلْد الماء |
|  |           |
|  | النضناض   |
|  |           |

|  | الجرابيات |
|  |           |
|  | المشيميات |
|  |           |

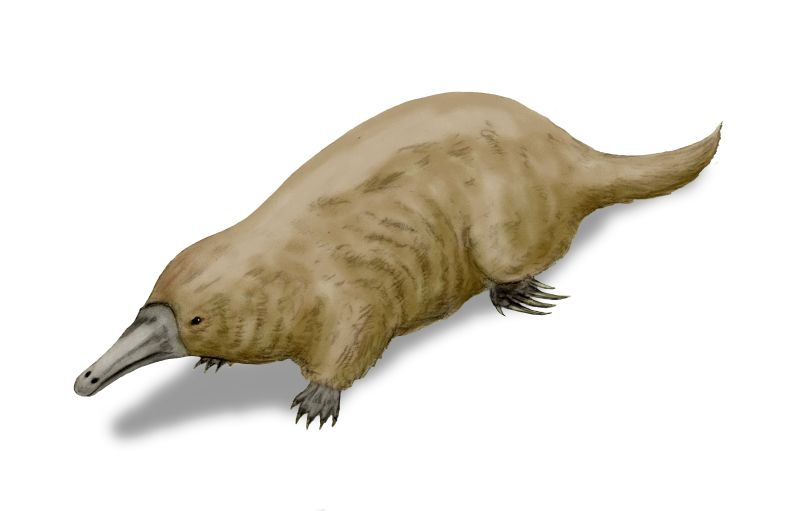
رسمٌ نظريّ لحيوان قديمٍ يشبه خُلْد الماء الحاليّ، يُسمّى.

لطالما واجهَ العلماء صعوباتٍ كبيرةٍ في التعرّف على خلد الماء وغيره من الحيوانات وحيدة المسلك، ممَّا كان سببًا في انتشار العديد من الأساطير عنه خلال القرن التاسع عشر (التي لا زالت بعضُها رائجةً حتى الآن)، مثلَ أنَّ خلد الماء هو «نصف حيوانٍ زاحِف». افترض العالم وليام كينغ غريغوري في عام 1947 أنَّ مجموعتي المشيميات والجرابيات انفصلتا عن بعضهما قبل زمنٍ بعيد، ومن ثمَّ انفصلت وحيدات المسلك عن الجرابيَّات بدورها، ممَّا يجعلُ لخلد الماء والجرابيات (مثل الكنغر والكوالا) أصلًا مشتركًا، إلا أنَّ الدراسات الحديثة تثبت أنَّ هذه الفرضية غير صحيحة. وفي الواقع، يعتقد الآن أنَّ أسلاف وحيدات المسلك - بما فيها خلد الماء - انفصلت عن باقي مجموعات الثدييات قبل انفصال الجرابيات والمشيميات عن بعضهما. وتظهر دراسات الساعات الجزيئية والمستحاثَّات أن خلد الماء والنضناض (وهما النوعان الوحيدان من وحيدات المسلك) انفصلا إلى نوعين مختلفين قبل ما يتراوحُ من 19 إلى 48 مليون عام. تعودُ أقدم أحفورة مكتشفةٍ لحيوان خلد الماء المعروف الآن إلى 100,000 عامٍ مضى، أي إلى العصر الرباعي. وكان يعتقد في السابق أن حيوانَيْن آخرَيْن منقرضَيْن من وحيدات المسلك، يُسمَّيان التاينولوفوس والستيروبودون، تربطهما صلة قرابةٍ وثيقة أيضًا بخلد الماء، ولكن ثبتَ الآن أنَّ علاقتهما بعيدة جدًا. إذ اكتشفت أحافير للستيروبودون في نيوساوث ويلز، كانت تتألَّفُ من فك سفليّ متحجَّرٍ وثلاثة أسنان (على الرّغم من أن خلد الماء الموجود حاليًا يفتقرُ للأسنان). وقد اعتقد في البداية أنَّ هذه الأسنان كانت أضراسًا (ممَّ كان ليؤيَّد فرضية غريغوري، التي تقضي بأنَّ وحيدات المسلك انفصلت عن الجرابيات وليس عن مجموعة الثدييات الأكبر)، إلا أنَّ الأبحاث الحالية توحي بأنَّ أسنان أسلاف خلد الماء تطوَّرت بشكلٍ منفصل عن أسنان باقي الثدييات. ويعتقد أن أحفورة أسنان الستيروبودون هذه يعودُ عمرها إلى 110 ملايين عام، وبالتالي فهي أقدمُ أحفورة لحيوانٍ ثديّي اكتشفت في أستراليا قطّ.

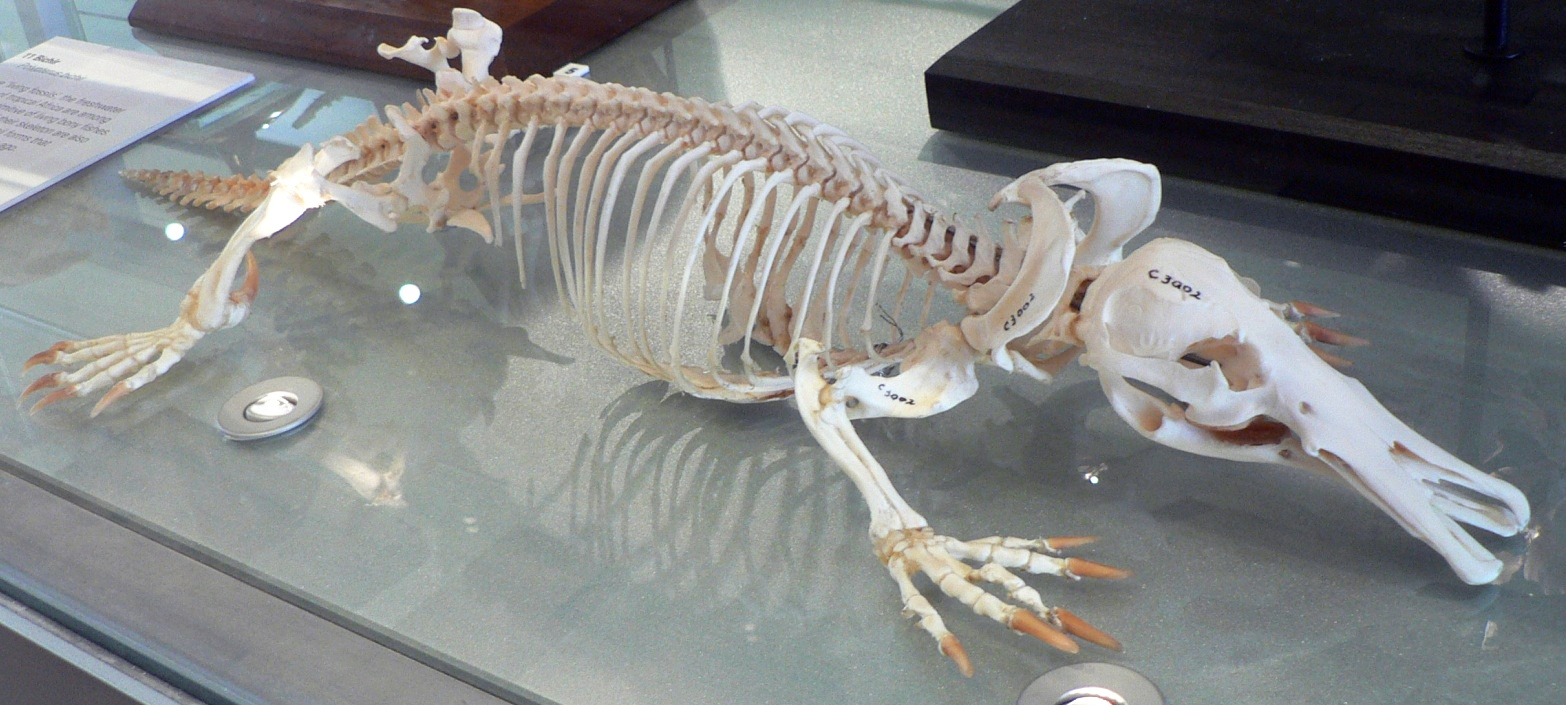
هيكل عظميّ لخلد ماء.

الأودبوردون هو حيوان منقرضٌ آخر من وحيدات المسلك تربطه صلة قرابةٍ وثيقة بخُلْد الماء، وقد اكتشفت مستحاثاته في الأرجنتين، ممَّت يوحي بأن وحيدات المسلك كانت تعيشُ في شبه قارة غندوانا في الوقت الذي اتصلت فيه قارتا أمريكا الجنوبية وأستراليا مع القارة القطبية الجنوبية (قبل 167 مليون عامٍ من الآن). وقد عثر على سنّ متحجّر لنوعٍ عملاق من خلد الماء يعود عمره إلى ما بَيْن خمسة ملايين إلى خمسة عشر مليون عام، وقُدِّرَ من هذا السنّ أن طول الحيوان الذي يعودُ إليه كان حوالي 1.3 متر، ممَّا يعني أنَّه أكبر نوعٍ من خلد الماء اكتشف في التاريخ.
انفصلت وحيدات المسلك عن باقي طُويئفة الوحشيَّات منذ وقتٍ مُبكّر، كما أنَّ عدد أنواعها الموجودة حتى الآن قليل جدًا، ولهذين السَّببين فإنَّ خلد الماء يعتبر نوعاً مهماً لإجراء الأبحاث العلمية عليه في مجال الأحياء التطورية. وقد اكتشف بحث علميّ، أجريَ في عام 2004 بالجامعة الوطنية الأسترالية، أن لخلد الماء عشرة كروموسومات جنسية، مقارنةً باثنين فقط (هما XY) في معظم أنواع الثدييات الأخرى. فعلى سبيل المثال، يكونُ تسلسل كروسومات خلد الماء الذكر دائمًا هو XYXYXYXYXY. وقد وجد العلماء أنَّ في كروموسومات خلد الماء تشابهًا كبيرًا جداً مع كروسومات الطيور. كما أنَّ في جيناته صفاتٍ مختلطةً من الثدييات والزواحف على حدّ سواء من حيث تخصيب البيوض. ويفتقر خلد الماء لجين تحديد الجنس (SRY)، ولكن وجدت إحدى الدراسات أن جنسه يتحدَّدُ من خلال جين AHM في أقدم كروموسوم واي لديه. وقد نشرت نسخة أولية من جينات خلد الماء في مجلة نيتشر في 8 أيَّار (مايو) سنة 2008، ممَّا كشفَ عن وجود سماتٍ من الثدييات والزواحف فيها على حدّ سواء، بالإضافة إلى جينين لم يكُن من المعروف وجودهما سابقًا إلا في الطيور والبرمائيات والأسماك. وقد وُجِدَ أن أكثر من 80% من جينات خلد الماء تتطابقُ مع الجينات المعروفة للثدييات الأخرى.

## حالة الانحفاظ

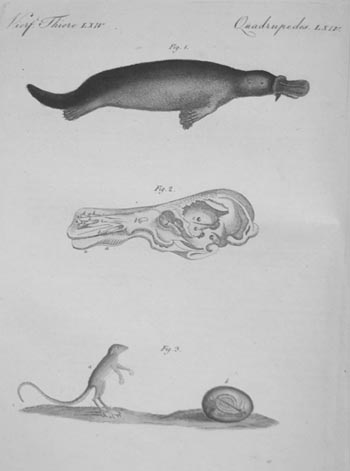
رسمٌ لخلد ماء مقتبسٌ من كتاب أطفالٍ ألماني نشر في عام 1798.

لا زال يعيشُ خلد الماء الآن في نفس النطاق الجغرافي الذي كان يشغلهُ قبل وصول المستوطنين الأوروبيِّين إلى أستراليا، ما عدا أجزاءٍ من ولاية جنوب أستراليا اختفى منها إلى الأبد. إلا أنَّ العلماء لاحظوا تغيّرات عديدةٍ في البيئات التي يسكنها خلد الماء حدثت بسبب تعديَّات الإنسان ونشاطاته. ومن المُرجَّح أن أعداد خلد الماء تناقصت بدرجةٍ ما على مرِّ السنين الماضية (رغم أن أعداده التاريخية غير مُوثَّقة بصورة أكيدة)، ولكنَّه لا زال حيوانًا شائعًا جدًا في أستراليا. وقد كان الأوروبيّون يصطادونه بكثرةٍ جديدة حتى السنوات الأولى من القرن العشرين، رغبةً بالاستفادة من فرائه الثمين، وقدأصبح خلد الماء حيواناً محميًا في أستراليا منذ سنة 1905، ولكنَّه ظلَّ يواجه أخطارًا شديدةً حتى عام 1950 نتيجة وقوعه في شراك أشباك صيَّادِي الأسماك وموته خطأً. ولا يواجه خلد الماء الآن خطر انقراض في الغالب، وذلك نظرًا لنجاح جهود إنقاذه وحفظه. ولا زال يواجه هذا الحيوان بعض الأخطار رغم ذلك، مثل التغيرات البيئية التي تُسبِّبها السدود، وأنظمة الريّ، والتلوث، وشباك الأسماك، وأفخاخ الصيد. ويُصنِّف الاتحاد الدولي لحفظ الطبيعة خلد الماء على القائمة الحمراء للأنواع المهددة بالانقراض بأنَّه «نوع قريبٌ من الخطر». وفي شهر كانون الثاني (يناير) 2020، قدَّم باحثون من جامعة نيوساوث ويلز أدلَّةً على أنَّ خُلد الماء مُعرَّضٌ لِلانقراض بِسبب مزيجٍ من مشاريع التنمية المائيَّة وإزالة الأحراج والتبدُّل المُناخي وازدياد فترات الجفاف القويّ في أستراليا.
من النادر أن يُصَاب خلد الماء بأمراضٍ وبائيَّة في البرية، إلا أنَّ ثمة حالة قلقٍ عامَّة في جزيرة تسمانيا من تفشّي مرضٍ من أحد أنواع الفطر البرية الموجودة في الجزيرة، لأنَّ له آثارًا قاتلةً على خلد الماء. ولا يؤثّر هذا المرض سوى على جمهرة خلد الماء التي تسكنُ جزيرة تسمانيا، ولم يَسبِق وأن وُثّقت إصابته لخلد الماء في أستراليا. ومن أعراض الإصابة بمرض هذا الفطر الطفح الجلديّ والقرح الجلديَّة، التي تُصِيب الذيل والسيقان والظهر، وقد تؤدّي هذه الأعراضُ إلى الموت عندما تتضاعفُ إلى التهابٍ من الدرجة الثانية، ممَّا يؤثّر على قدرة خلد الماء في الحفاظ على حرارة جسمه والحصول على غذائه. ويتعاون حاليًا فرع حفظ التنوّع الحيويّ في قسم الصناعات والماء بتسمانيا مع باحثين من جامعة تسمانيا لتحديد مخاطر هذا المرض على جمهرة خلد الماء في الجزيرة، ولمعرفة كيفية انتشار المرض وسرعة تفشّيه الحالية.
تعرَّف معظمُ العالم - خارج أستراليا - على حيوان خلد الماء عندما نشرت مجلة ناشيونال جيوغرافيك مقالًا عنه وعن محاولات دراسته وتربيته في الأسر في سنة 1939. وتعتبر محاولة إكثار خلد الماء في الأسر مهمَّة شاقَّة، إذ لم ينجح فيها سوى أشخاصٌ قليلون جدًا، معظمها في ملجأ هيسليفيل بولاية فكتوريا، وقد كانت الشخصية الرائدةُ في هذه المحاولات هي عالم الطبيعة ديفيد فلي، الذي صنعَ حوضاً مائيًا يُحاكي حركة جداول الماء (التي يسكنها خلد الماء في الطبيعة) ونجحَ بتزويج مناجذ الماء فيها سنة 1943. وفي عام 1972 عُثِرَ على صغير خلد ماء ميّت، يبلغُ عمره حوالي 50 يومًا (ويعتقد أنه وُلِدَ في الأسر)، في حديقة للحياة البرية بمدينة غولد كوست في كوينزلاند. وقد نجح ملجأ هيلسفيل - مرَّة أخرى - في توليد خلد الماء عام 1998، ومجدداً في عام 2000، وذلك في حوضٍ مائيّ يُحَاكي تيَّارات جداول الماء. كما نجحت حديقة حيوانات تارونغا في سيدني بتوليد توأمي خلد ماء عام 2003، ومجدداً في عام 2006. وفي سنة 2020، أصبحت مناجذ الماء من جُملة الأنواع المحميَّة بنص القانون في جميع الولايات الأستراليَّة التي تستوطنها، وأُدرجت ضمن قائمة الأنواع المُهددة بالانقراض في جنوب أستراليا وڤيكتوريا، وأُوصي بأن تُدرج ضمن القائمة نفسها في ولاية نيوساوث ويلز.

### مناجذ الماء في محميَّات الحياة البريَّة
يحتفظ علماء الحيوان بخُلْد الماء، لأسبابٍ وقائية، في أحواض مائيَّة خاصَّة بمراكز الحياة البرية الآتية في أستراليا:

#### في كوينزلاند

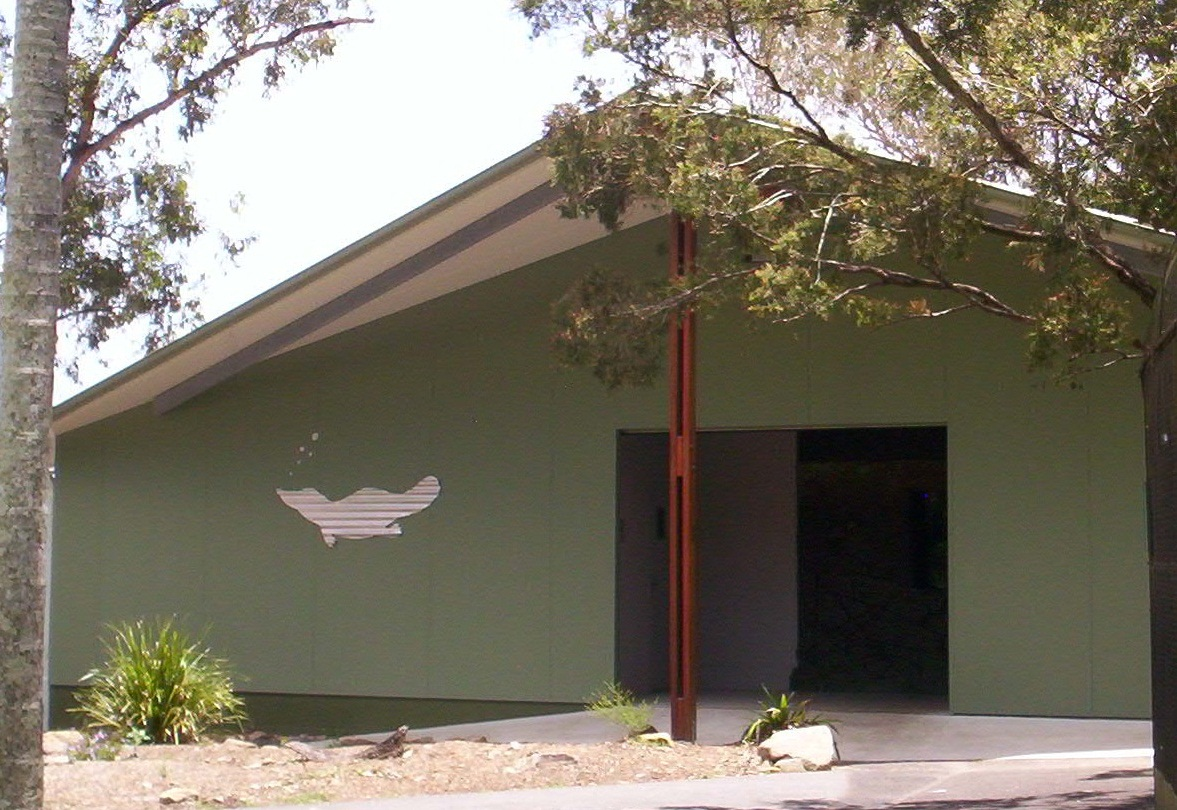
منزل خلد ماءٍ في ملجأ لون باين كوالا بمدينة بريزبن، كوينزلاند.

- حديقة ديفيد فلي للحياة البرية في غولد كوست، كوينزلاند.
- ملجأ لون باين كوالا في مدينة بريزبن، كوينزلاند.[96]
- مركز ووكأباوت كريك للحياة البرية في مدينة بريزبن، كوينزلاند.[97]
- حديقة خلد الماء الأسترالية في بحيرات تارزالي، ميلا ميلا، كوينزلاند.[98]

#### في نيوساوث ويلز
- حديقة حيوانات تارونغا، سيدني، نيو ساوث ويلز.
- أكواريوم سيدني، سيدني، نيو ساوث ويلز.
- حديقة الزواحف الأسترالية، سومرسباي، نيو ساوث ويلز.

#### في ڤيكتوريا
يتواجد خلد الماء في ملجأ هيليسفيل قربَ مدينة ملبورن، في ولاية ڤيكتوريا، وهو ذات ُ المكان الذي زُوِّجَ فيه خلد الماء بالأسر للمرَّة الأولى تحتَ إشراف عالم الطبيعة ديفيد فلي سنة 1943. وقد أطلقَ على أول خلد ماءٍ مولودٍ في الأسر اسمُ «كوري» (Corrie)، وقد كانت له شعبيَّة بالغةٌ بين سُكّان أستراليا، إلا أنَّها أفلتت من الأسر وفرَّت إلى جدول ڤيكتوريا في عام 1955، ولم يُعثر عليها قطّ بعد ذلك.

#### حول العالم
حتى عام 2013، لم يتواجد خلد الماء في الأسر بأيّ مكانٍ خارج أستراليا. إذ سبقَ وأن حاولت حديقة حيوانات برونكس جلبَ حيوانات خلد ماءٍ إلى أمريكا ثلاث مرات، في أعوام 1922 و1947 و1958، ولكن معظمها كانت تموت خلد أقلِّ من عامَيْن من جلبها. وفي سنة 2019 تمكَّنت حديقة ومُنتزه سان دييغو لِلحياة البريَّة، الواقعة في ولاية كاليفورنيا الأمريكيَّة، من الحُصُول على أوَّل مناجذ مائيَّة خاصَّة بها، لِتكون تلك هي الأولى التي يُحتفظ بها في مؤسسة حفاظ على الحياة البريَّة خارج أستراليا.

## في الثقافة العامَّة

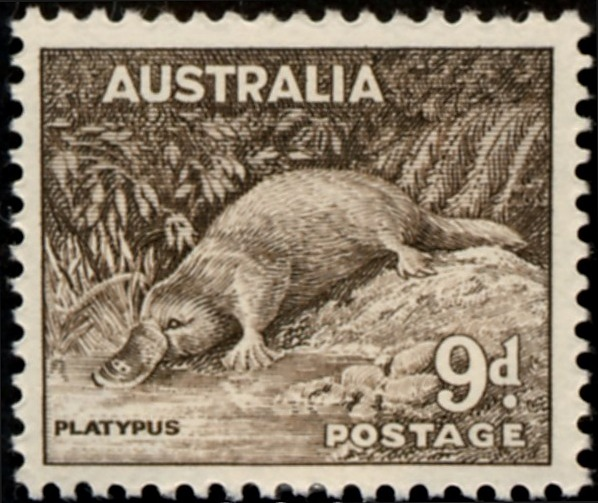
الطابع الحُكُومي الأُسترالي من فئة 9d الصادر سنة 1937، وهو أوَّل طابع حُكُومي أُسترالي يحمل صُورة خُلد الماء في التاريخ.

تظهرُ مناجذ الماء باستمرار في قصص «زمن الأحلام» التي يتناولها الأُستراليين الأصليين، الذين آمنوا بأنَّ هذه الحيوانات نتاج تهجين بطَّة وجُرذ الماء الأُسترالي.:57–60 وفي إحدى القصص المُتناقلة، أنَّ المجموعات الحيوانيَّة المُختلفة، من الحيوانات البريَّة والحيوانات المائيَّة والطُيُور، تنافست فيما بينها كي ينضم خُلدُ الماء إلى إحداها، لكنَّ الأخير قرَّر في نهاية المطاف أن لا ينضم إلى أيٍّ منها، إذ شعر أنَّهُ لا يحتاج أن يكون جُزءًا من مجموعة كي يكون مُميزًا.:83–85

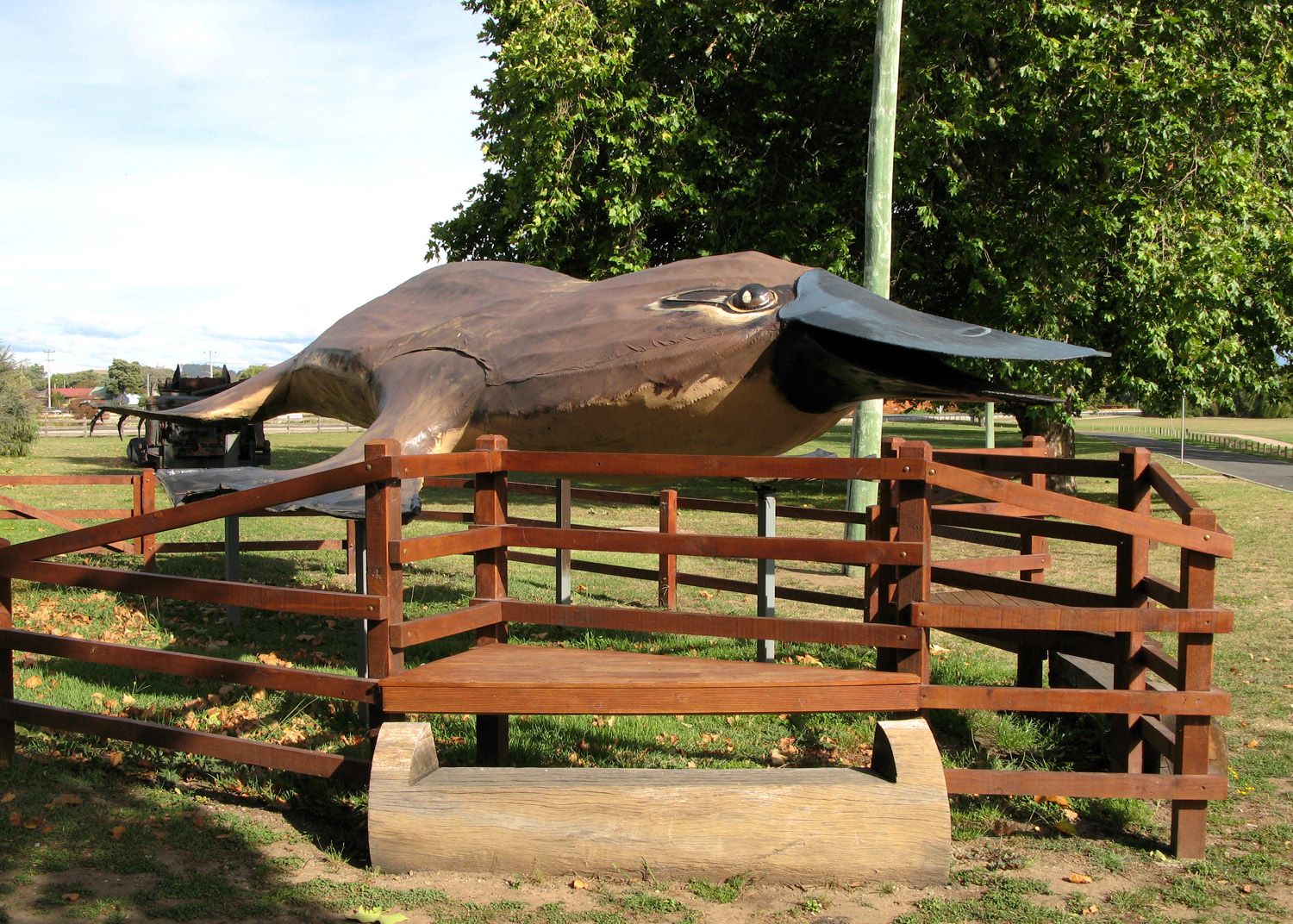
منحوتة خشبيَّة ضخمة لِخُلد الماء على مدخل قاعة مشاهير الحطَّابين في أُستراليا.

استُخدمت مناجذ الماء كشعاراتٍ جالبةٍ لِلحظ في العديد من المرَّات، منها على سبيل المِثال خُلد الماء «سيد» (بالإنگليزيَّة: Syd) الذي كان أحد ثلاثة كائنات استُخدمت كشعاراتٍ جالبةٍ لِلحظ في الألعاب الأولمپيَّة الصيفيَّة لِسنة 2000 التي أُقيمت في مدينة سيدني، إلى جانب نضناضٍ وطائر كوكابارا. وفي المعرض العالمي إكسپو 88 الذي أُقيم في مدينة بريزبن سنة 1988، استُخدم خُلدُ ماءٍ آخر كجالبٍ لِلحظ ودُعي «إكسپو أوز» (بالإنگليزيَّة: Expo Oz). أيضًا، استعملت شركة آپِّل خُلد ماءٍ سمَّتهُ «هكسلي» لِيكون الشعار الجالب لِلحظ لِنظام التشغيل داروين.
تمثَّل خُلدُ الماء أيضًا في بعض الأغاني الغربيَّة، منها على سبيل المِثال أُغنية Platypus (I Hate You) لِفرقة گرين داي، وأُغنية Platypus لِفرقة مستر بنگل، وهي أيضًا موضوع قصيدةٍ لِلأطفال وضعها الشاعر الأُستراليّ بانجو پاترسون.

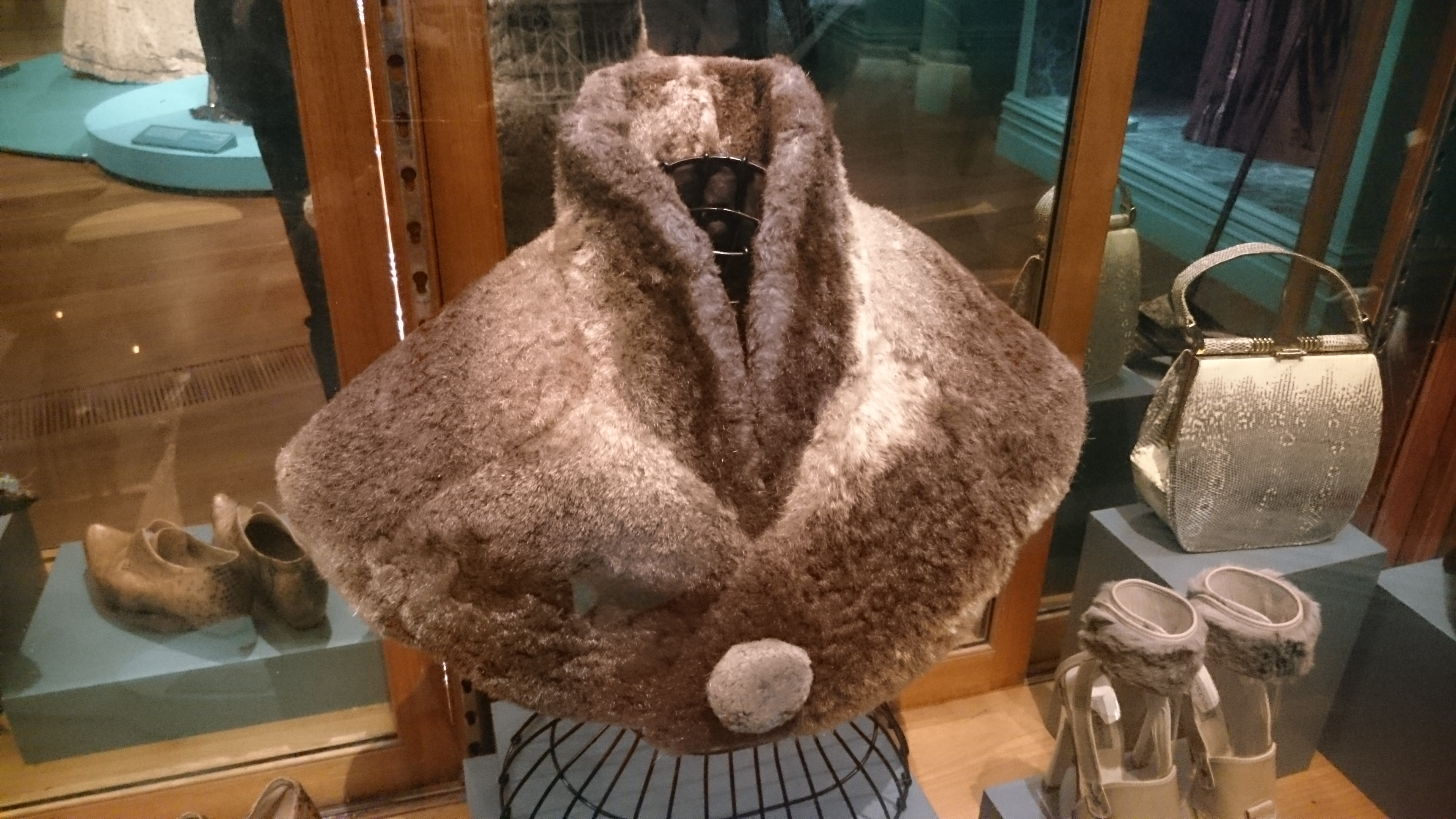
معطف مصنوع من فراء خُلد الماء صُنع في سنة 1890.

نُقشت صورة خُلد الماء على العملات المعدنيَّة الأُستراليَّة ورُسمت صُورها على الطوابع الحُكوميَّة لِتلك البلاد في الكثير من الأحيان، وأقدمُ تلك التصويرات يرجع لِسنة 1937 عندما رُسمت صُورة لِخُلد ماءٍ على طابعٍ حُكومي من فئة «9d». وخلال الفترة المُمتدَّة بين سنتيّ 1960 و1964 عاودت مناجذ الماء الظُهُور في المنشورات الحُكُوميَّة الأُستراليَّة، وهذه المرَّة ضمن سلسلة الحيوانات البلديَّة الأُستراليَّة التي أطلقتها السُلطات المُختصَّة لِتعريف الأهالي بِحيوانات بلادهم الأصليَّة غير المُستقدمة من أوروپَّا وآسيا. كما ظهرت هذه الحيوانات على إحدى الطوابع التذكاريَّة الصادرة في دولتيّ لاوس وغينيا الاستوائيَّة. وفي سنة 1987 رُسمت صورة خُلد الماء على الطابع الحُكومي الأُسترالي المُساوي لِقيمة 36 سنتًا، وتكرر الأمر ذاته سنة 1996 ولكن هذه المرَّة على الطابع المُساوي لِقيمة 95 سنتًا، وفي سنة 2006 أصدرت الحُكومة الأُستراليَّة سلسلة طوابع حملت عنوان «سلسلة أطفال الدغل» كان من بينها طابع ظهرت عليه صورة مناجذ ماءٍ صغيرة، وبلغت قيمته 4.65 دولارًا أُستراليًّا، كما أُصدر طابعٌ آخر في نفس السنة يحمل صُورة خُلد الماء، بقيمة 5 سنتات. مُنذُ إدخال القيمة العُشريَّة إلى العملة الأُستراليَّة سنة 1966، ظهرت صُورة خُلد الماء على قفا قطعة العشرين سنتًا، وقد صُممت هذه الصُورة ونُقشت بِواسطة الصائغ ستيوارت دڤلين.
بِالإضافة إلى ما سلف، ظهرت مناجذ الماء في وسائط إعلاميَّة أُخرى مثل الرُسُوم المُتحرِّكة، ومن هذه مُسلسل فارس وفادي من إنتاج شركة ديزني، وفيه تمتلكُ الشخصيَّتان الرئيسيَّتان خُلد ماءٍ أليفٍ يُسمَّى «پيري»، والذي يكون عميل سريّ من دون علمهما. قرَّر مُنتجو هذا المُسلسل اختيار خُلد الماء لِيكون الحيوان الأليف نظرًا لِعدم استغلال هذه الكائنات بِشكلٍ واسعٍ في الإعلام، بِالإضافة إلى شكل الحيوان المُميَّز الذي يسمح له أن يكون شخصيَّة غامضة وكوميديَّة في ذات الوقت. تلقَّت شخصيَّة پيري سالف الذِكر قُبُولًا واسعًا من قِبل المُشاهدين والنُقَّاد على حدٍ سواء.